# Parco nazionale delle Montagne Rocciose
Il parco nazionale delle Montagne Rocciose (in inglese Rocky Mountain National Park) è una zona protetta situata nel centro-nord della regione del Colorado, negli Stati Uniti, a nord-ovest della città di Boulder. Distante circa 120 km a nord-ovest dell'aeroporto internazionale di Denver, rientra nel Front Range delle Montagne Rocciose. L'area tutelata è situata tra le città di Estes Park a est e Grand Lake a ovest, comprendendo la zona che precedentemente era denominata William Allen White Cabins, residenza estiva dell'editore di giornali William Allen White dal 1912 fino alla sua morte nel 1944. I pendii orientale e occidentale dello spartiacque continentale attraversano direttamente il centro del parco, con le sorgenti del fiume Colorado situate nella regione nord-occidentale. Le caratteristiche principali del parco includono montagne, laghi alpini e un'ampia varietà di fauna selvatica all'interno di vari climi e ambienti, dalle foreste boscose alla tundra montana.
Istituito il 26 gennaio 1915 quando il presidente Woodrow Wilson firmò il Rocky Mountain National Park Act, stabilendo i confini del parco e "proteggendo l'area per le generazioni future", il Civilian Conservation Corps, nell'ambito del New Deal, costruì la principale strada automobilistica locale, la Trail Ridge Road, negli anni '30. Nel 1976, l'UNESCO designò il parco come una delle prime riserve mondiali della biosfera. Nel 2018, oltre 4,5 milioni di turisti si sono recati in visita nelle Montagne Rocciose. Un simile numero rende la zona tra le più visitate del Paese, classificandosi come la terza area nazionale tutelata più esplorata nel 2015. Nel 2019, il parco ha fatto registrare ancora una volta un'affluenza record con 4.678.804 visitatori, un aumento del 44% rispetto al 2012. A seguito dello scoppio della pandemia di COVID-19, il dato è inevitabilmente sceso e l'ente responsabile del parco ha messo in atto alcune misure volte a prevenire la diffusione del contagio in loco.
Il parco ospita un totale di cinque centri visitatori, con sede principale presso il Beaver Meadows, un National Historic Landmark la cui struttura andò progettata dalla scuola di architettura di Frank Lloyd Wright a Taliesin West. La foresta nazionale circonda il sito su tutti i lati, inclusa la Roosevelt National Forest a nord e ad est, la Routt a nord e ad ovest, e l'Arapaho a ovest e a sud, con l'Indian Peaks Wilderness, una regione particolarmente interessante dal punto di vista ambientale, situata direttamente a meridione rispetto al parco.

## Descrizione

### Geografia fisica

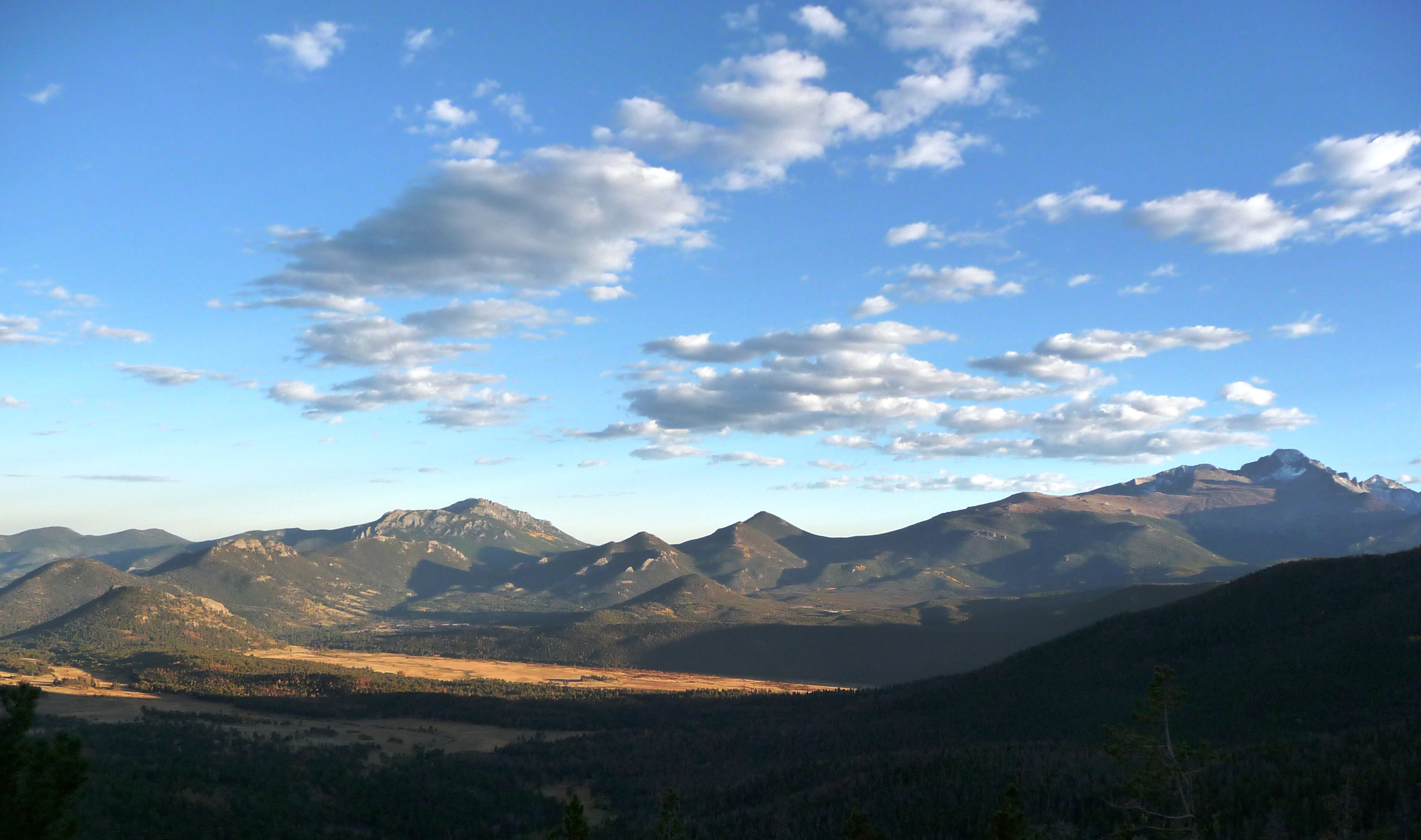
Veduta panoramica da Many Parks Curve lungo la Trail Ridge Road. Le vallate delle Montagne Rocciose si sono formate quando i laghi glaciali si essiccarono

Il parco nazionale delle Montagne Rocciose comprende 1.074, 28 km² di suolo federale, con ulteriori 1,024.09 km² gestiti dal Servizio forestale adiacente ai confini del parco. Il Continental Divide procede generalmente dall'alto al basso attraverso il centro del parco, con fiumi e torrenti sul lato occidentale del divide scorrendo verso l'Oceano Pacifico mentre quelli sul lato orientale scorrono verso l'Atlantico.
Un'anomalia geografica si rintraccia lungo le pendici delle Never Summer Mountains, dove il Continental Divide traccia un segmento a forma di ferro di cavallo per circa 9,7 km, in direzione sud-nord, per poi curvare bruscamente verso meridione e verso ovest fuori dal parco. La curva a gomito comporta la presenza di ruscelli sui pendii orientali della catena che si uniscono alle sorgenti del fiume Colorado, le quali scorrono verso sud e ovest, raggiungendo infine il Pacifico. Nel frattempo, i torrenti sulle pendici occidentali si uniscono a fiumi che procedono a settentrione e poi a oriente e meridione, raggiungendo infine l'Atlantico.
Le sorgenti del fiume Colorado si trovano nella regione nord-occidentale del parco. Risultano circa 724 i km di fiumi e torrenti, 563 quelli dei sentieri e 150 è il totale dei laghi locali.
Il parco nazionale delle Montagne Rocciose è uno di quelli situati in posizione più elevata del Paese, con vette che vanno dai 2.396 ai 4.346 m: il punto maggiore è Longs Peak. La Trail Ridge Road è la strada asfaltata che attraversa le quote più elevate dello stato, con un'altitudine massima che tocca i 3.713 m. Le sessanta cime montuose che svettano oltre i 3.650 m offrono spettacolari visioni panoramiche. Nella sezione settentrionale del parco, si toccano quasi i 4.000 metri, se si pensa all'Hagues, al Mummy, al Fairchild, all'Ypsilon e al monte Chiquita. Diversi piccoli ghiacciai e nevai permanenti si trovano nei circhi glaciali di alta montagna.
Si suole suddividere cinque microregioni, o zone geografiche, all'interno del parco.

### Zonazione

#### Le grandi praterie

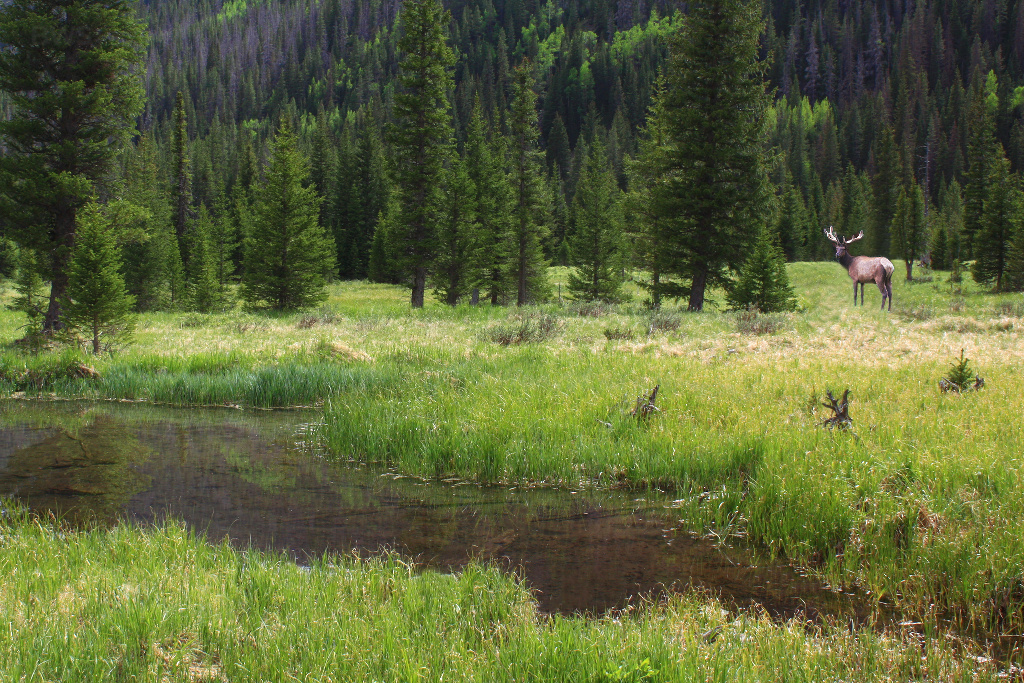
Alce in una prateria vicino alle sorgenti del fiume Colorado

La prima regione è nota per le alci e le sue vaste praterie e si trova sul lato ovest, oltre che a Grand Lake, del Continental Divide. Circa una cinquantina di chilometri del Continental Divide Trail attraversano ad anello il parco e si snodano nella tundra alpina e in paesaggi pianeggianti.
L'area delle ampie praterie, con la sua bassa erba e i suoi fiori selvatici sgargianti possono essere raggiunte tramite il sentiero Onahu, Tonahutu o di Green Mountain. Altre aree panoramiche includono Long Meadows e la valle di Kawuneeche presso le sorgenti del Colorado, quest'ultima un'ottima località per il birdwatching, così come per le racchette da neve e lo sci di fondo in inverno. Uno dei sentieri in bassa quota attraversa la valle di Kawuneeche, sede di 39 miniere nel periodo migliore, anche se meno di 20 di esse hanno documenti archiviati e resti archeologici. LuLu City è il sito di una città mineraria d'argento abbandonata dei primi anni 1880 situata lungo il percorso escursionistico del fiume Colorado. Secondo un rapporto del 1985 preparato per il Registro nazionale dei luoghi storici, rimanevano solo tre rovine di capanne insieme ai resti di altri sei edifici.
Il passo del Baker si snoda lungo il Continental Divide attraverso le Never Summer Mountains e lungo il fiume Michigan a ovest del monte Nimbus, da cui partono dei torrenti e degli affluenti che sfociano nel Golfo del Messico. Altri passi di montagna sono il La Poudre e il Thunder, che un tempo era utilizzato dalle diligenze e risultava funzionale a raggiungere i laghi del Michigan. Little Yellowstone ha caratteristiche geologiche simili al Grand Canyon dello Yellowstone. Il sentiero di Green Mountain una volta era una strada aperta alle carrozze usata per trasportare il fieno da Big Meadows. Il monte Flattop, a cui si può accedere dai lati orientale e occidentale del parco, si trova vicino al Green; la Shadow Mountain Lookout, una torretta di osservazione degli incendi, appare iscritta nel Registro nazionale dei luoghi storici. L'area naturale del parco Paradise si presenta in maniera incontaminata e ogni sentiero creato dall'Ottocento è stato abbandonato a se stesso, con il risultato che la natura ha preso il sopravvento.
I siti di Skeleton Gulch, Cascade Falls, North Inlet Falls, Granite Falls e Adams Falls si trovano nella parte occidentale del parco. I laghi del lato ovest includono il Bowen, il Verna, il Clouds, i laghi Haynach, il Timber, il Lone Pine, il Nanita e il Nokoni.

#### Piano alpino

La tundra alpina del Rocky Mountain National Park presa lungo il Tundra Communities Trail a circa 12.000 piedi.

La seconda regione si presenta con sentieri della tundra accessibili ad alta quota, un'area nota per i suoi panorami spettacolari. All'interno di questa zona si erge il monte Ida, con pendii della tundra e un'ampia vista aperta del Continental Divide. Il passo di Forest Canyon si trova vicino alla parte superiore del percorso escursionistico dell'Old Ute, che un tempo si districava nei villaggi del Continental Divide.
Il sentiero del Chapin si inerpica in una fitta foresta, permettendo al contempo di ammirare splendide vedute sulla valle del torrente Chapin, giungendo infine oltre il limite del bosco fino alla sezione occidentale del monte Chapin. Il cammino, accessibile tramite la Trail Ridge Road, costituisce altresì un'occasione per guardare i vari campi di fiori selvatici ed erbe tipiche del piano alpino. Altri sentieri sono il Tombstone Ridge e Ute Trail, che inizia nella tundra ed è per lo più in discesa da Ute Crossing ad Upper Beaver Meadows, con una postazione adibita al campeggio nell'entroterra. Il sentiero del fiume Cache, La Poudre, comincia a nord del lago Poudre, sul lato ovest della valle, vicino al passo di Milner e si dirige verso valle raggiungendo l'incrocio del sentiero del passo di Mummy. Il lago Irene ospita un'area ricreativa e zone pic-nic.

#### Foreste

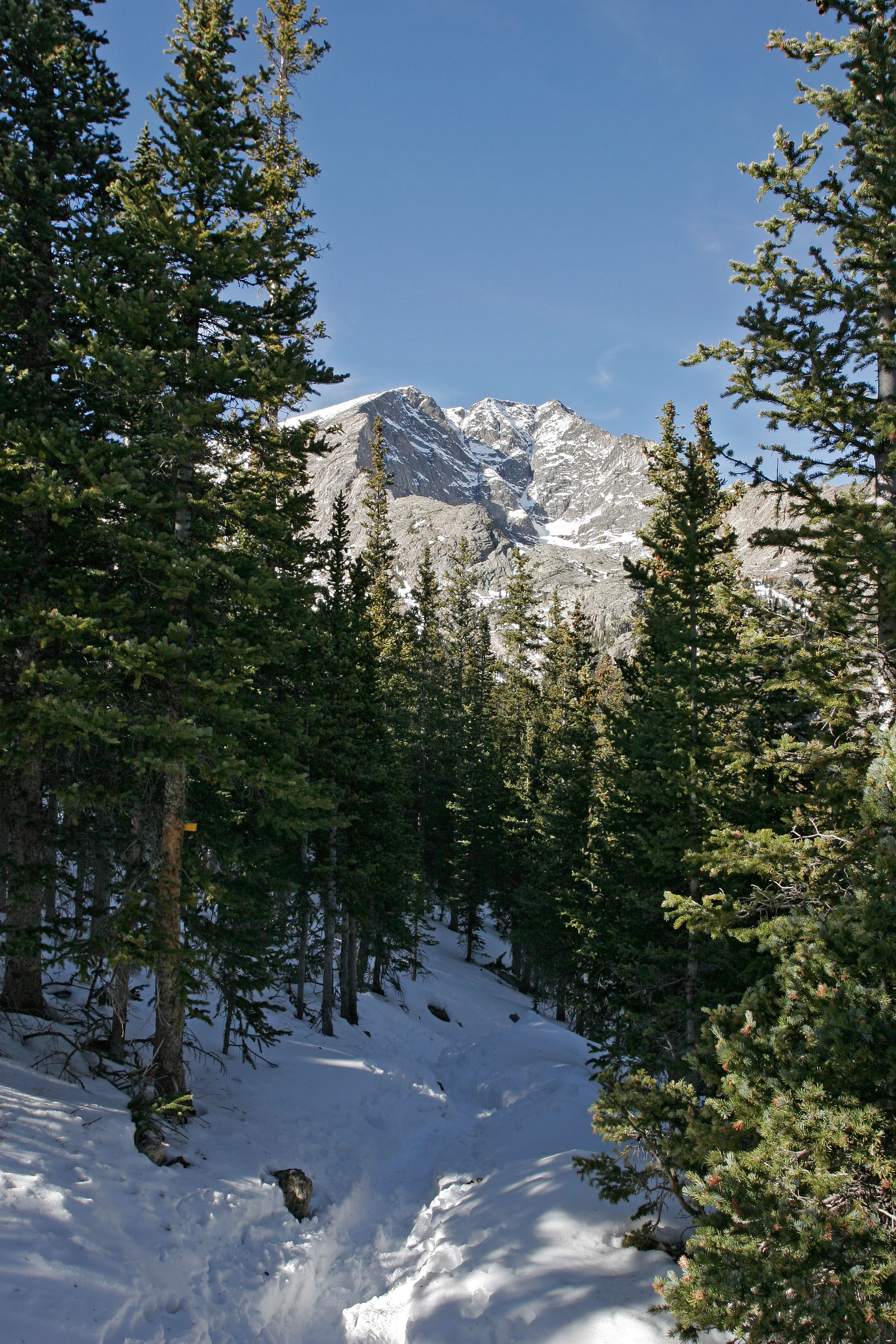
Il monte Ypsilon così come ammirabile dal percorso escursionistico del lago omonimo

La terza sezione, nota per la sua grande varietà faunistica e floristica, giace nella parte settentrionale del parco e vi si accede dall'area di Estes Park.
La catena del Mummy è un piccolo complesso montuoso a nord dell'area protetta: i rilievi tendono a presentarsi in forme più dolci e più boscose rispetto alla maggioranza delle altre cime, tranne che in alcuni punti privi di vegetazione e assai irti, in particolare intorno al monte Ypsilon e al Mummy, che dà il nome all'intero gruppo di vette che lo circonda. Bridal Veil Falls è un punto panoramico e un sentiero accessibile dal sentiero del torrente Cow, presso il Centro di ricerca del Continental Divide. West Creek Falls e Chasm Falls, vicino al cammino del fiume Old Fall, si trovano in questa sottoregione. Il sentiero dell'Alluvial Fan conduce a un ponte sul fiume che una volta costituiva la diga del lago Lawn.
Il percorso di Lumpy Ridge conduce a Paul Bunyan's Boot, lontano circa 2,4 km dal punto d'inizio del sentiero, poi al lago Gem, e infine, dopo ulteriori 3,5 km, a Balanced Rock. Il cammino del Black Canyon si interseca con quello di Cow Creek, generando l'anello intorno al lago Gem che attraversa la vecchia valle del ranch McGregor, passando per le formazioni rocciose di Lumpy Ridge, con un secondo settore ad anello che va nella valle del ranch McGraw.
Il cammino di Cow Creek segue quest'ultimo torrente, con le sue numerose tane di castori, che si estendono oltre al bivio con Bridal Falls, per poi virare verso Dark Mountain e congiungersi al sentiero del Black Canyon, per intersecare quello del lago Lawn. Il North Boundary Trail si collega al sistema di sentieri del lago Lost. Il percorso di North Fork inizia fuori dal parco nella riserva di Comanche Peak prima di raggiungere il confine dell'area protetta e terminare al lago Lost. La via panoramica Stormy Peaks collega il sito di Pingree Park dell'Università statale del Colorado all'interno del parco.
Beaver Mountain Loop, utilizzato anche da chi va a cavallo, attraversa foreste e prati, dopodiché si raggiunge Beaver Brook e diversi gruppi di pioppi, con la possibilità di rimirare una splendida veduta sul Longs Peak. La rotta del Deer Mountain offre uno sguardo a 360 gradi della parte orientale del parco e del Continental Divide. Durante la stagione fredda, il sentiero meno elevato ha generalmente poca neve, anche se in alcuni punti si avverte i visitatori del rischio di precipitazioni improvvise e valanghe. Il manto nevoso sulla vetta può essere profondo dai 90 ai 150 cm, circostanza che rende agevole l'uso di racchette da neve o sci.
Il sentiero per il lago Estes a Estes Park si snoda attraverso un santuario degli uccelli, accanto a un campo da golf, lungo il fiume Big Thompson e Fish Creek, attraverso l'area picnic in riva al lago. Il sentiero è utilizzato da appassionati di birdwatching, ciclisti ed escursionisti.
Il cammino del lago Lawn non si allontana dallo specchio d'acqua da cui deriva il nome e dal Crystal, uno dei laghi più profondi del parco, nell'ecosistema alpino e lungo il corso del fiume Roaring: nei pressi di quest'ultimo, si rintracciano gli ingenti danni causati dal cedimento di una diga nel 1982, che costò la vita a tre campeggiatori. La strada vanta la fama di percorso faticoso da compiere, specie con le racchette da neve in inverno. Quello del lago Ypsilon conduce sia a quest'ultimo specchio d'acqua che al Chipmunk, con vista sul Longs Peak, mentre si snoda tra foreste di pini con cespugli di uva spina (Ribes uva-crispa) e uva ursina (Arctostaphylos uva-ursi). Il sentiero offre anche vedute del canyon scavato dall'acqua impetuosa che si è staccata dalla diga del lago Lawn nel 1982. Visibile è la parete sud del monte Ypsilon, che si compone di pareti rocciose le quali richiamano la lettera dell'alfabeto da cui trae origine la sua denominazione.
Il lago Gem appare circondato dalle rocce di granito di forma arrotondata di Lumpy Ridge. Non lambito dalla glaciazione, questo affioramento di granito di 1,8 miliardi di anni è stato scolpito dal vento e dall'erosione chimica in una cresta simile a una spina dorsale. Pilastri, buche e rocce regolari si trovano intorno al centro del sentiero, le quali consentono panorami sulla valle di Estes e sul Continental Divide. Il sentiero Potts Puddle è accessibile dal sentiero del Black Canyon.

#### Zona centrale

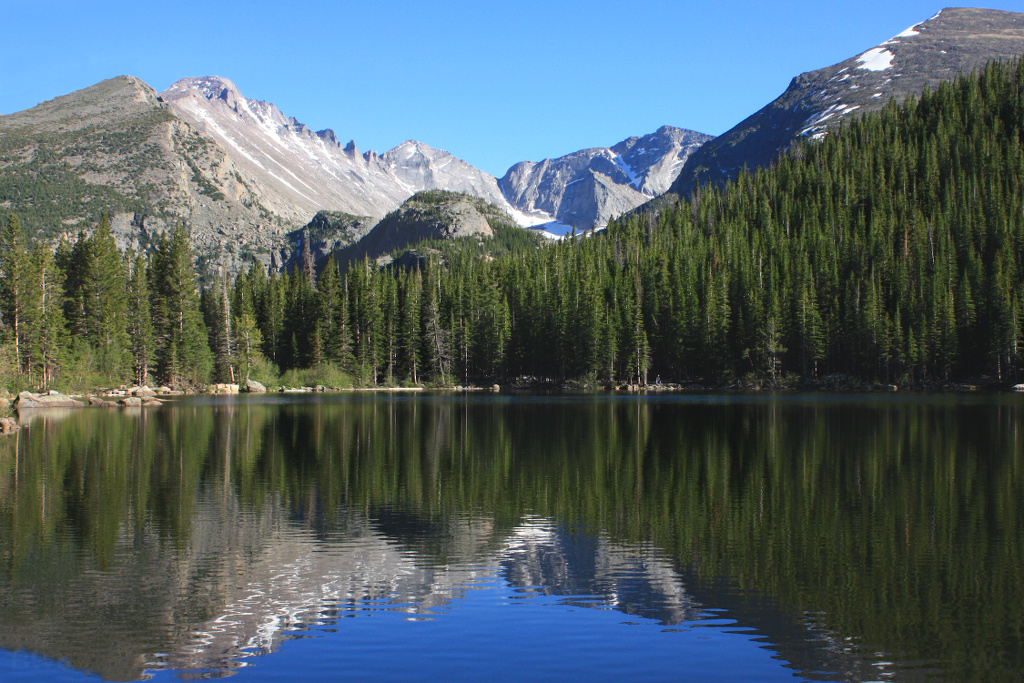
Lago Bear

La regione 4 costituisce il cuore del parco: le strade e le piste escursionistiche in loco sono le più famose, così come altrettanto graditi sono i panorami locali. È inoltre messa a disposizione l'opportunità di poter solcare alcuni laghi tramite imbarcazioni. Il cammino del monte Flattop permette di ammirare da vicino la tundra e risulta l'escursione migliore per i principianti del Continental Divide. Attraversando il monte Flattop, l'escursione all'Hallett Peak passa superando tre zone climatiche, svagando dalle pendici del ghiacciaio Tyndall alla vetta dell'Hallett Peak.
Il lago Bear è uno specchio d'acqua d'alta quota collocato in una foresta di abeti rossi e conifere varie alla base di Hallett Peak e Flattop Mountain. Il lago Bierstadt si trova in cima all'omonima morena laterale, che drena nel Mill Creek. Esistono diversi sentieri che conducono al lago Bierstadt attraverso boschetti di pioppi e pini. A nord della morena di Bierstadt si trova l'Hollowell Park, un grande prato che presenta delle paludi lungo Mill Creek. Da lì, i turisti hanno la possibilità di procedere lungo il lato sud di Steep Mountain. In questa porzione del parco, diversi ranch, oltre ad aziende di legname e segherie, operavano a Hollowell Park nei primi anni del 1900.
Il bacino glaciale ospitava un resort gestito da Abner e Alberta Sprague, dove si trova il poco profondo lago locale che deve il nome alla coppia, lo Sprague. La sua origine risale a quando Abner Sprague arginò il Boulder Brook per creare una peschiera. Si tratta di un luogo popolare per il birdwatching, l'escursionismo, l'osservazione delle cime delle montagne e il campeggio presso Glacier Basin.

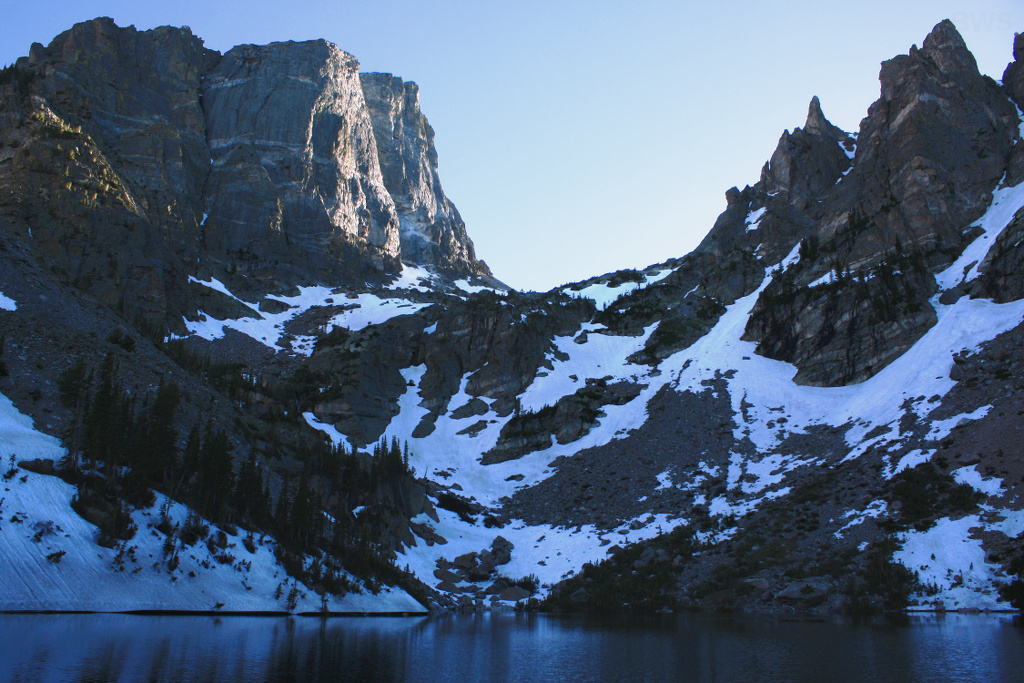
Il lago Emerald e Hallett Peak

Il lago Dream è uno dei più fotografati ed è anche conosciuto per le sue ciaspolate invernali. Il vicino Emerald si trova invece direttamente al di sotto delle pendici tra Hallett Peak e il monte Flattop. La riva dell'Haiyaha (un termine adoperato dai nativi americani che sta per "grandi rocce") è circondato da massi insieme a contorti, secolari e pittoreschi pini che crescono dalle fessure della roccia. Un'altra serie di specchi d'acqua si rintraccia in zona: il Nymph trae origine dal giglio giallo, Nymphaea polysepala, che cresce lungo le rive; l'Helene si trova all'inizio della gola di Odessa, a est del monte Notchtop; il Two Rivers lungo un percorso escursionistico che conduce l'Odessa al Bear e ospita un luogo idoneo al campeggio nell'entroterra. Il sentiero del lago Cub affianca il fiume Big Thompson, prati fioriti e boschi di pini e pioppi. Durante l'inverno sono presenti ghiaccio e svariati centimetri di neve, i quali rendono indispensabile l'uso di sci o racchette da neve.
Il sentiero del Fern passa le formazioni di Arch Rock, The Pool e le cascate d'acqua di Fern. Due campeggi in aree relativamente incontaminate si trovano vicino al lago e altri due risultano più vicini all'inizio del sentiero. All'Odessa si accede tramite due strade, ossia la Flattop, che passa dal lago Bear, e il cammino del Fern, lungo il quale si rinvengono Fern Creek, The Pool, Fern Falls e uno degli innumerevoli bacini idrici del posto: una postazione per campeggi è poco distante. Ulteriori laghi nell'infinita serie sono il Jewel, il Mills, il Black Lake, il Blue, il Glass, lo Sky e lo Spruce.
Il Pool è una grande conca formatasi al di sotto del punto in cui i torrenti Spruce e Fern si uniscono confluendo nel Big Thompson. Il percorso invernale si presenta lungo una strada sterrata, che conduce a un percorso che termina presso il lago Fern. Man mano che si procede, si ammirano pioppi tremuli, spesso tagliati da castori, cascate ghiacciate su banchi rocciosi e le celebri Arch Rocks. Il sentiero per Alberta Falls lambisce il torrente Glacier e il ghiacciaio Gorge.
Il percorso del fiume Wind saluta l'East Portal e segue il flusso d'acqua per unirsi al sentiero del passo Storm: lungo la strada, sono presenti tre località idonee al campeggio. Altri siti presenti in zona risultano il Loch, Loch Vale, il bacino del torrente Mill, il ghiacciaio Andrews, Sky Point, Timberline Falls, Upper Beaver Meadows e il passo di Storm.

#### Zona delle cascate
L'ultima sottoregione, nota per le cascate e l'entroterra, si trova a sud di Estes Park e comprende Longs Peak e l'area del Wild Basin. Altro vette e passi includono il Lily, l'Estes Cone, le Twin Sisters, il Boulder-Grand e il Granite. La miniera di Eugenia rimase attiva tra la fine del XIX e l'inizio del XX secolo, con alcune attrezzature e una capanna di legno che ancora sopravvivono. I siti e i sentieri includono Boulder Field, Wild Basin e Homer Rouse.
Enos Mills, il principale sostenitore dell'istituzione del parco nazionale delle Montagne Rocciose, si dilettò nel camminare fino al lago Lily dal suo vicino rifugio. I fiori sbocciano solitamente in primavera e all'inizio dell'estate. In inverno, invece la pista intorno al lago è spesso adatta per passeggiate con gli scarponi, brevi ciaspolate o sciate. Altri specchi d'acqua nel Wild Basin comprendono il Chasm, lo Snowbank, i due laghi Lion, il Thunder, l'Ouzel, il Finch, il Bluebird, il Pear e il Sandbeach. Variamente distribuiti risultano i siti per il campeggio, anche a ridosso di cascate quali quelle di Ouzel, di Trio, di Copeland e di Calypso.

### Geologia

Il mare interno occidentale 95 milioni di anni fa. L'area oggi compresa nel parco giaceva sotto le acque

Le rocce metamorfiche del Precambriano formarono il nucleo del continente nordamericano durante l'eone Precambriano tra 4,5 e 1 miliardo di anni fa. Durante il Paleozoico, il Nord America occidentale appariva sommerso da un mare poco profondo, con un fondale marino composto da calcare e dolomite spesso molti chilometri. Il granito di Pikes Peak cominciò ad assumere le forme attuali durante il tardo Precambriano, continuando il processo fino all'era paleozoica, quando quantità in massa di roccia fusa scorrevano, si amalgamavano e costituivano i continenti circa 1 miliardo-300 milioni di anni fa. Contemporaneamente, nell'arco temporale compreso tra 500 e 300 milioni di anni fa, la regione iniziò a sprofondare, mentre nello spazio vuoto si depositavano sedimenti di calcare e fango. Il granito eroso ha prodotto particelle di sabbia che hanno originato strati nel bacino di sprofondamento.
Circa 300 milioni di anni fa, gli strati hanno cominciato ad acquisire quota e hanno dato il via a quel processo che sarebbe poi culminato con la conformazione delle odierne Montagne Rocciose. La formazione Fountain si depositò durante il periodo Pennsylvaniano dell'era paleozoica (296-290 milioni di anni fa); nel corso dei successivi 150 milioni di anni, le montagne si sono gradualmente sollevate, continuando il percorso di erosione e sono state poi ricoperte dai propri sedimenti. Vento, gravità, acqua piovana, neve e ghiacciai hanno contribuito a modificare le rocce di granito. Le Montagne Rocciose ancestrali alla fine furono sepolte sotto strati successivi.
La formazione Pierre Shale si depositò durante i periodi Paleogene e Cretaceo, circa 70 milioni di anni fa. La regione era ricoperta da un mare profondo, che finì per lasciare enormi quantità di scisto sul fondo del mare. Col tempo, questi fondali si arricchirono di vari fossili marini, tra cui ammoniti e scheletri di pesci e rettili marini come mosasauri, plesiosauri e specie estinte di tartarughe marine, insieme a rari dinosauri e resti di uccelli. Quello che oggi è il Colorado alla fine tornò di nuovo ad essere da fondo dell'oceano terraferma, dando luogo ad un altro strato di roccia fossilifera conosciuto come formazione Denver.
Circa 68 milioni di anni fa, la Front Range cominciò a risalire a causa dell'orogenesi laramide ad ovest. Durante l'era Cenozoica, il sollevamento di blocchi disegnò le attuali Montagne Rocciose, influenzando pure la composizione rocciosa e, in parte, la susseguente erosione. Il sollevamento aveva soppresso i bacini idrici precedenti, soppiantandoli con i percorsi fluviali odierni.

#### Ghiacciai

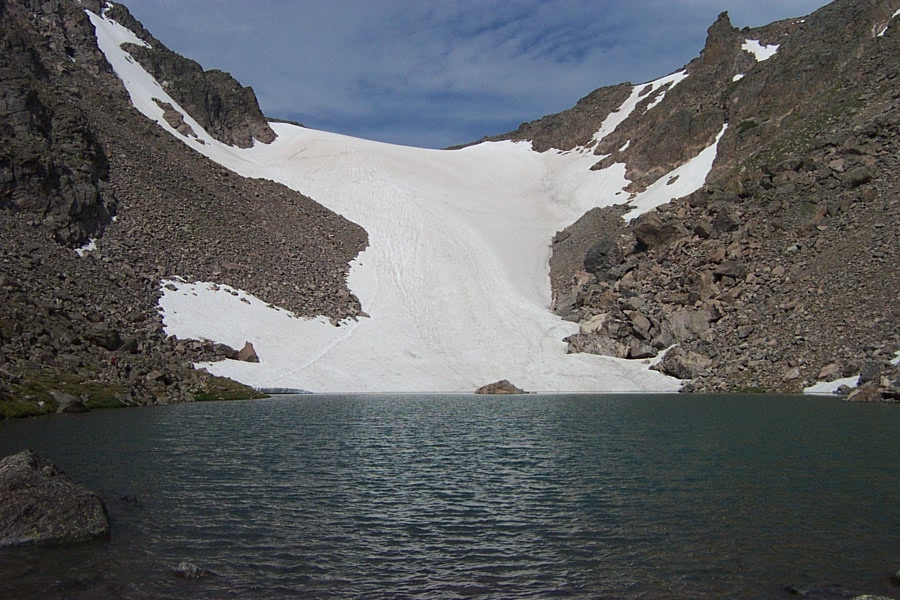
Ghiacciaio di Andrews

La geologia glaciale nel parco nazionale delle Montagne Rocciose si presenta dalle cime delle montagne ai fondovalle. Il ghiaccio risultò un indiscutibile responsabile delle linee estetiche attuali, unito alle enormi masse glaciali in movimento. Tracce di grandi depositi presenti in passato si possono rintracciare in vari punti specifici del parco. I torrenti e le glaciazioni durante il Quaternario sferzarono i sedimenti più antici, generando cime piatte a mo' di altopiano e pianure alluvionali: le rocce sedimentarie che ospitavano i resti marini si ergono fino ai 1.500 m s.l.m.. L'erosione ha esposto alcune delle pietre legate alle Montagne Rocciose ancestrali e le prove del sollevamento e dell'erosione si ritrovano nelle dorsali della zona pedemontana delle Front Range. Molte rocce sedimentarie dell'era Paleozoica e Mesozoica si rintracciano nei bacini più esterni della zona protetta.
Le ere glaciali hanno intaccato l'area in tempi relativamente lontani, ma il parco conserva ancora diversi piccoli ghiacciai risalenti a millenni fa. Tra i più celebri si annoverano l'Andrews, lo Sprague, il Tyndall, il Taylor, il Rowe, il Mills e il Moomaw.

## Storia

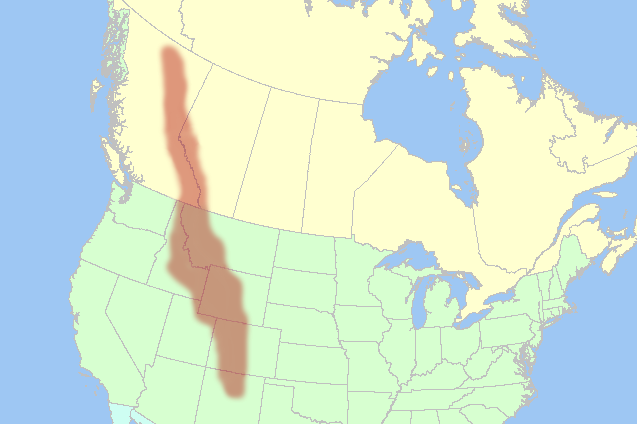
Posizione delle Montagne Rocciose

La storia del parco nazionale delle Montagne Rocciose trova le sue origini quando i paleoamericani hanno cominciato a viaggiare lungo l'attuale Trail Ridge Road per cacciare e procurarsi il cibo. Anche gli Ute e gli Arapaho successivamente presero l'abitudine di procacciarsi della selvaggina e accamparsi nell'area. Nel 1820, la lunga spedizione, guidata da Stephen H. Long da cui deriva il nome di Longs Peak, si appropinquò alle Montagne Rocciose attraverso il fiume Platte. I coloni iniziarono ad arrivare a metà del 1800, rimpiazzando i nativi americani che per lo più lasciarono l'area volontariamente entro il 1860, mentre altri furono trasferiti nella riserva indiana prima del 1878.
Lulu City, Dutchtown e Gaskill presso le Never Summer Mountains furono fondate nel 1870 quando i cercatori d'oro giunsero in cerca di pepite auree e di argento. Il boom terminò nel 1883, quando i minatori abbandonarono dalle loro forsennate ricerche. La ferrovia raggiunse Lyons nel 1881 e la Big Thompson Canyon Road, una sezione della Route 34, che collegava Loveland a Estes Park, fu completata nel 1904. Gli anni '20 videro uno straordinario incremento nella costruzione di edifici, tra cui la Bear Lake Trail School, e strade del parco, culminate con la costruzione della Trail Ridge Road per il passaggio sul fiume Fall tra il 1929 e il 1932, quindi per Grand Lake nel 1938.
Tra le personalità di spicco che si attivarono nel tentativo di creare un parco nazionale figuravano il naturalista Enos Mills, di Estes Park, il giurista James Grafton Rogers, di Denver, e il benefattore J. Horace McFarland, della Pennsylvania. Il parco nazionale è stato istituito il 26 gennaio 1915 dal presidente Woodrow Wilson.

## Clima
Secondo il sistema di classificazione climatica di Köppen, il parco nazionale delle Montagne Rocciose ha un clima subartico con estati fresche e precipitazioni tutto l'anno (Dfc). Stando a quanto riporta il Dipartimento dell'agricoltura degli Stati Uniti d'America, la centralina presso la stazione di Bear Lake Ranger (2893 m) rivela che l'area è la quinta del Paese per robustezza vegetale, con temperature minime estreme annuali medie pari a -26,2 °C. Il titolo è passato poi alla stazione meteorologica presso il centro visitatori di Beaver Meadows, localizzata a 2.385 metri di altezza, dove si sono registrati i -26,7 °C.
Le complesse interazioni tra elevazione, pendenza, esposizione e masse d'aria su scala regionale determinano il clima all'interno del parco, celebre per i suoi modelli meteorologici estremi. Una "collisione di masse d'aria" da diverse direzioni produce alcuni degli eventi meteorologici chiave nella regione; quando l'aria fredda artica del nord incontra quella calda e umida del Golfo del Messico alla Front Range, nel parco si accumulano "nevicate intense e molto umide, con la neve che tende ad accumularsi per vari centimetri".
| Stazione di Bear Lake Ranger (2.921 m) | Mesi  | Mesi  | Mesi | Mesi | Mesi | Mesi | Mesi | Mesi | Mesi | Mesi | Mesi | Mesi  | Stagioni | Stagioni | Stagioni | Stagioni | Anno |
| Stazione di Bear Lake Ranger (2.921 m) | Gen   | Feb   | Mar  | Apr  | Mag  | Giu  | Lug  | Ago  | Set  | Ott  | Nov  | Dic   | Inv      | Pri      | Est      | Aut      | Anno |
| -------------------------------------- | ----- | ----- | ---- | ---- | ---- | ---- | ---- | ---- | ---- | ---- | ---- | ----- | -------- | -------- | -------- | -------- | ---- |
| T. max. media (°C)                     | −1,9  | −0,7  | 3,1  | 6,7  | 11,8 | 17,6 | 21,5 | 20,3 | 15,9 | 9,6  | 2,2  | −2,1  | −1,6     | 7,2      | 19,8     | 9,2      | 8,7  |
| T. media (°C)                          | −6,6  | −6,0  | −2,8 | 0,6  | 5,3  | 10,3 | 13,8 | 13,0 | 9,0  | 3,7  | −2,6 | −6,7  | −6,4     | 1,0      | 12,4     | 3,4      | 2,6  |
| T. min. media (°C)                     | −11,3 | −11,3 | −8,8 | −5,7 | −1,3 | 2,9  | 6,1  | 5,6  | 2,0  | −2,2 | −7,3 | −11,3 | −11,3    | −5,3     | 4,9      | −2,5     | −3,5 |
| Precipitazioni (mm)                    | 69    | 75    | 97   | 110  | 86   | 54   | 56   | 56   | 53   | 61   | 77   | 79    | 223      | 293      | 166      | 191      | 873  |
| Umidità relativa media (%)             | 56,5  | 56,4  | 54,3 | 54,3 | 55,2 | 50,1 | 48,6 | 54,2 | 50,0 | 47,2 | 52,5 | 57,3  | 56,7     | 54,6     | 51,0     | 49,9     | 53,1 |

| Centro visitatori di Beaver Meadows (2.401 m) | Mesi | Mesi | Mesi | Mesi | Mesi | Mesi | Mesi | Mesi | Mesi | Mesi | Mesi | Mesi | Stagioni | Stagioni | Stagioni | Stagioni | Anno |
| Centro visitatori di Beaver Meadows (2.401 m) | Gen  | Feb  | Mar  | Apr  | Mag  | Giu  | Lug  | Ago  | Set  | Ott  | Nov  | Dic  | Inv      | Pri      | Est      | Aut      | Anno |
| --------------------------------------------- | ---- | ---- | ---- | ---- | ---- | ---- | ---- | ---- | ---- | ---- | ---- | ---- | -------- | -------- | -------- | -------- | ---- |
| T. max. media (°C)                            | 2,4  | 3,6  | 6,8  | 10,4 | 15,6 | 21,8 | 25,6 | 24,5 | 20,1 | 13,7 | 6,4  | 2,2  | 2,7      | 10,9     | 24,0     | 13,4     | 12,8 |
| T. media (°C)                                 | −3,4 | −2,8 | 0,2  | 3,6  | 8,3  | 13,4 | 16,9 | 15,9 | 11,7 | 6,4  | 0,6  | −3,5 | −3,2     | 4,0      | 15,4     | 6,2      | 5,6  |
| T. min. media (°C)                            | −9,4 | −9,2 | −6,3 | −3,3 | 1,1  | 4,9  | 8,1  | 7,3  | 3,3  | −0,9 | −5,2 | −9,1 | −9,2     | −2,8     | 6,8      | −0,9     | −1,6 |
| Precipitazioni (mm)                           | 19   | 21   | 49   | 60   | 63   | 51   | 61   | 51   | 37   | 26   | 22   | 21   | 61       | 172      | 163      | 85       | 481  |
| Umidità relativa media (%)                    | 46,3 | 46,9 | 48,0 | 47,8 | 50,6 | 45,3 | 45,6 | 49,7 | 46,1 | 42,9 | 44,5 | 47,8 | 47,0     | 48,8     | 46,9     | 44,5     | 46,8 |

### Alture

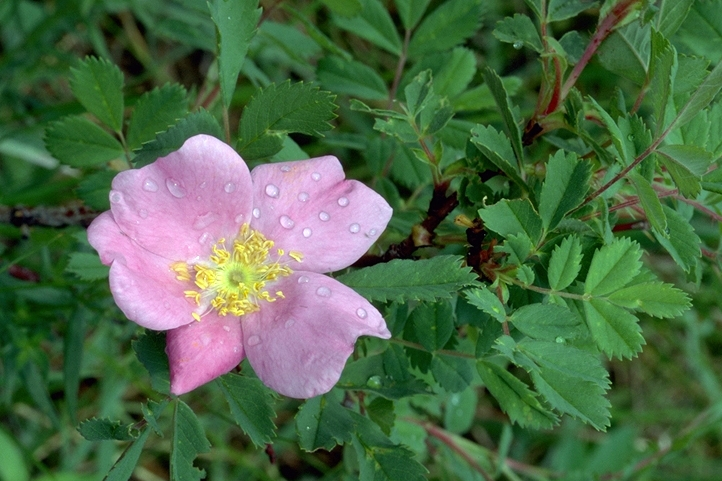
Le rose selvatiche (Rosa acicularis) fioriscono dalle regioni montane a quelle subalpine

Le aree più elevate all'interno del parco ricevono il doppio delle precipitazioni rispetto a quote più basse, generalmente sotto forma di fitte nevicate invernali. Le condizioni artiche sono prevalenti durante i mesi freddi, con improvvise bufere di neve e venti forti. Le spedizioni notturne in alta montagna richiedono attrezzatura adatta a -35 °C o inferiori.
La regione subalpina non inizia a sperimentare condizioni primaverili fino a giugno; i fiori campestri sbocciano da fine giugno a inizio agosto. Al di sotto dei 2.850 m, le temperature sono spesso moderate, con il termometro che ovviamente cala di notte, circostanza tipica del clima montano. La primavera sopraggiunge nelle zone elevate all'inizio di maggio, ma permangono variazioni imprevedibili di temperatura e precipitazioni, con costante possibilità di nevicate. A luglio e agosto, le temperature si attestano generalmente intorno ai 20-25 gradi Celsius durante il giorno e 4 al massimo durante le ore notturne. Le quote più basse ricevono pioggia come la maggior parte delle precipitazioni estive.
Durante l'estate possono verificarsi cambiamenti improvvisi e drastici del tempo, in genere a causa di temporali pomeridiani che possono causare un calo della temperatura fino a sotto lo zero e condizioni ventose.

### Continental Divide
Il clima è influenzato altresì dal Continental Divide, che corre da nord-ovest a sud-est attraverso il centro del parco in sella alle alte vette. La catena montuosa genera due modelli climatici distinti: uno tipico del lato est, vicino a Estes Park, e l'altro associato all'area di Grand Lake, sul lato occidentale della zona protetta. Nella sezione ovest la neve cade più di frequente, alternandosi a giornate fredde ma serene, durante le quali spira meno vento.

### Studio sui cambiamenti climatici
Il parco nazionale delle Montagne Rocciose è stato selezionato tra i luoghi di studio per indagare sui cambiamenti climatici, insieme ad altre due aree amministrate dal National Park Service in loco e tre distretti nella regione dei Monti Appalachi. Lo studio è iniziato nel 2011, con il favore e il sostegno di membri della comunità scientifica accademica in collaborazione con il National Park Service e la NASA. L'obiettivo dichiarato risultava quello di "sviluppare e applicare strumenti di supporto decisionale che utilizzino i dati e i modelli della NASA e di altro tipo per valutare la vulnerabilità degli ecosistemi e delle specie ai cambiamenti climatici e di utilizzo del territorio e valutare le opzioni di gestione".

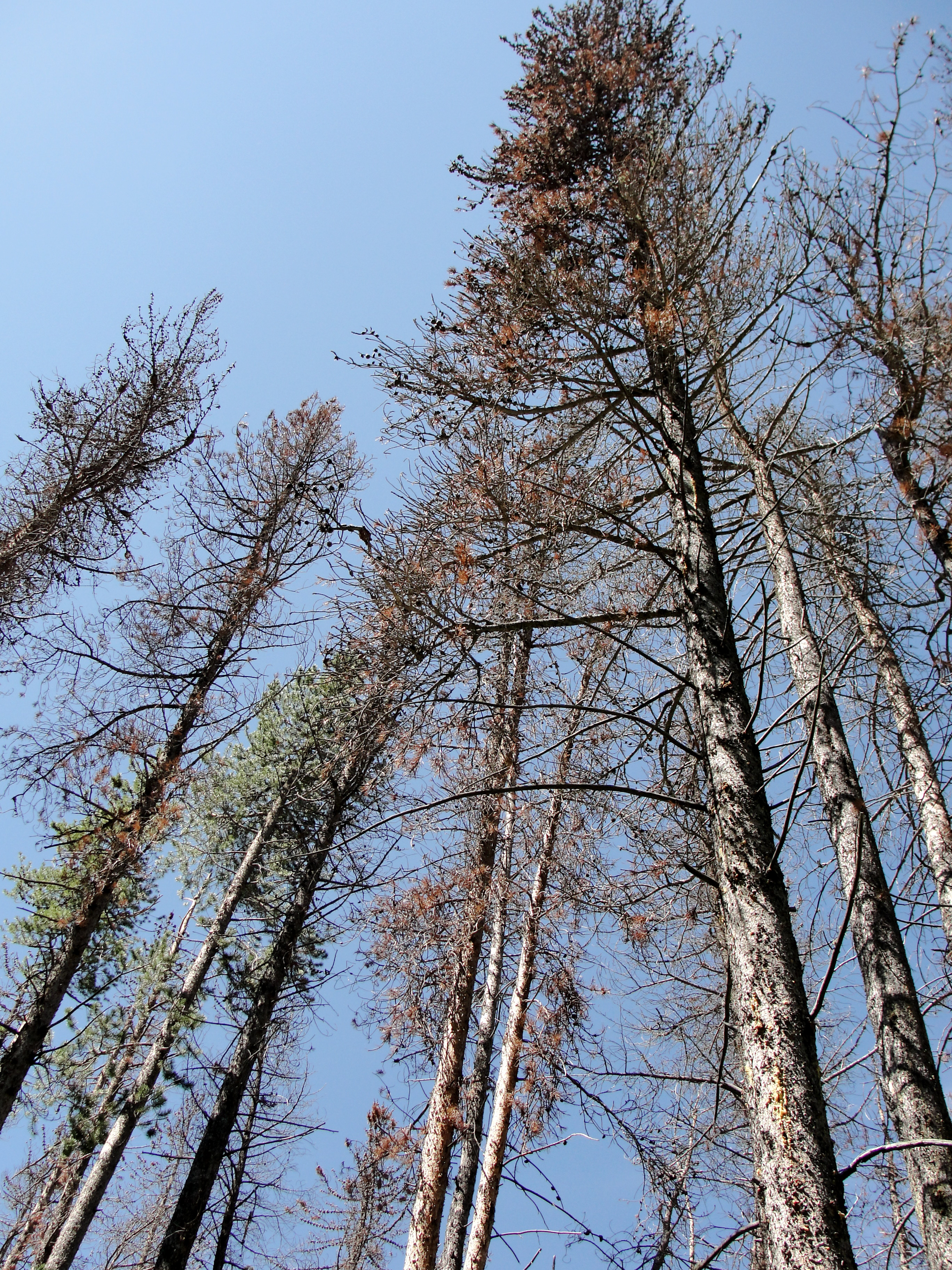
Alberi uccisi dallo scarabeo del pino (Dendroctonus ponderosae)

A partire dal 2010, i precedenti cento anni di registrazioni indicavano un aumento della temperatura media annuale di circa 1,7 °C. La temperatura media bassa ha subito degli aumenti in misura maggiore rispetto alla temperatura media alta durante lo stesso arco temporale: come risultato dell'aumento delle temperature, la neve si sta sciogliendo sulle montagne all'inizio dell'anno, portando a estati più secche e probabilmente a una stagione degli incendi più lunga e anticipata. Si pensi inoltre a un'altra forte minaccia per il parco determinata dai cambiamenti climatici, ovvero lo scarabeo del pino (Dendroctonus ponderosae), che si è riprodotto più in fretta e non ha fatto registrare lo stesso tasso di mortalità dei decenni trascorsi durante i mesi invernali. La sua opera distruttiva nei confronti di determinate specie di conifere sta arrecando col passare del tempo danni sempre più seri.
Lo studio sui cambiamenti climatici prevede un ulteriore aumento della temperatura, con un maggiore riscaldamento in estate e temperature estreme più elevate entro il 2050. A causa di un simile innalzamento, si prevede un moderato aumento del tasso di evaporazione dell'acqua. Entro il 2050 si immagina inoltre una riduzione delle nevicate (forse dal 15% al 30% in meno rispetto alle quantità attuali) e la scomparsa della grandine superficiale, così come una maggiore probabilità di precipitazioni improvvise e torrenziali.

## Ambiente naturale

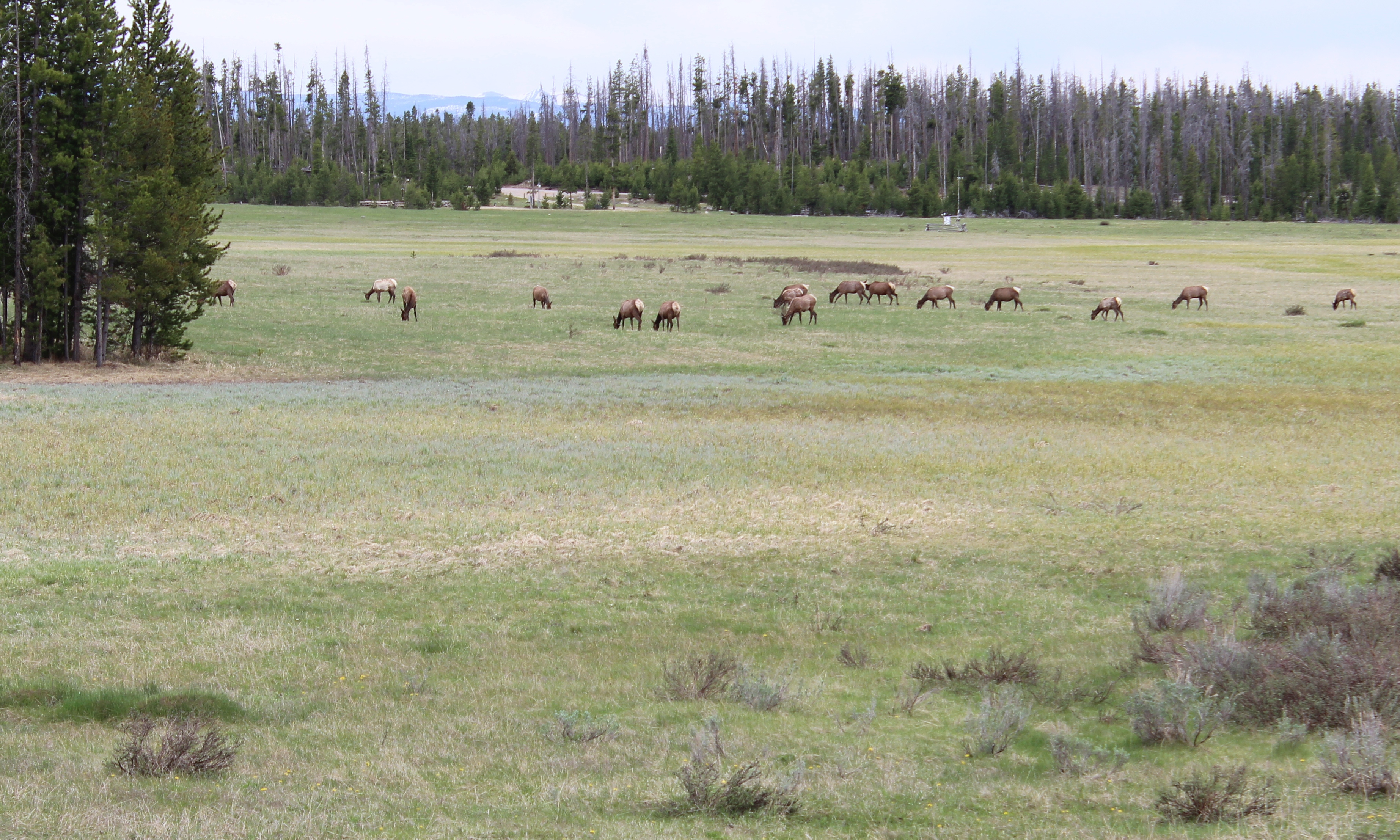
Branco di cervi dalla coda bianca (Odocoileus virginianus) in una prateria del parco

Secondo la classificazione botanica del geografico tedesco-americano A. W. Kuchler, il parco nazionale delle Montagne Rocciose comprende tre differenti classificazioni: la flora tipica della "tundra alpina e arida" (52), con una vegetazione a basso fusto (11), un secondo gruppo che vede la presenza di conifere, in particolare pecci e abeti (3 e 15), e un terzo che annovera pini e abeti di Douglas (3 e 18).
Il Colorado ospita uno degli ambienti vegetali e animali più variegati degli USA, in parte a causa delle nette differenze di temperatura derivanti dai diversi livelli di altitudine e dalla topografia. Nei climi secchi, il calo della temperatura media si attesta a 9,8 gradi Celsius ogni 1.000 metri di altitudine. La maggior parte del Colorado vede la presenza di un clima steppico, con le montagne che ricevono la maggior quantità di precipitazioni nello stato.
Il Continental Divide seca il parco da nord a sud, creando una divisione climatica; gli antichi ghiacciai hanno contribuito a rendere la topografia locale piena di diverse zone ecologiche. Il lato orientale del Divide tende ad essere più secco, con picchi pieni di ghiacciai e circhi glaciali. Il lato ovest del parco è più umido con foreste più rigogliose e profonde.
Si contano quattro ecosistemi inclusi nell'area protetta: il montano, il alpino, quello della tundra alpina e quello della zona riparia. Caratteristiche tipiche di quest'ultima si rintracciano in tutte e tre le altre aree.
Il parco è stato designato riserva della biosfera dalle Nazioni Unite nel 1976 al fine di tutelare meglio le sue caratteristiche naturali. La biodiversità del parco include settori sottoposti a imboschimento e rimboschimento e la tutela degli ecosistemi avviene seguendo metodi che rispettino l'ambiente ed evitino di ledere l'integrità degli habitat locali. Le aree di ricerca e monitoraggio includono la protezione degli ungulati, il rimboschimento anche ad alta quota, lo studio sui cambiamenti climatici e sulle piogge acide e la supervisione di ambienti acquatici.

### Piano montano

Panorama visto dalla Fall River Road che mostra l'ecosistema montano con pendii boscosi e prati in mezzo

L'ecosistema montano si trova alle quote più basse del parco, tra i 1.700 e i 2.900 m, dove i pendii e le ampie vallate prative supportano la più variegata gamma di vita animale e vegetale, incluse foreste montane, praterie e arbusti tipici di alta quota. La zona vede la presenza di fiumi tortuosi e durante l'estate nei prati aperti crescono fiori di campo. Gli esemplari di pino giallo (Pinus ponderosa), gli arbusti e le erbe aromatiche prosperano lungo i pendii asciutti esposti a sud, ma quelli localizzati a nord trattengono l'umidità meglio. Il suolo si rivela favorevole per varie specie vegetali quali l'abete di Douglas (Pseudotsuga menziesii), il pino contorto (Pinus contorta) e il sopraccitato pino giallo. Si rinvengono inoltre occasionali pecci di Engelmann (Picea engelmannii) e pecci del Colorado (Picea pungens). I pioppi tremuli americani (Populus tremuloides) prosperano in terreni montani ad alta umidità, mentre altri alberi più piccoli amanti dell'acqua, come il salice (Salix), l'ontano grigio (Alnus incana) e la betulla rossa (Betula occidentalis), gradiscono le rive dei ruscelli o dei laghi. Il suolo impregnato d'acqua nelle valli montane piatte potrebbe non essere in grado di sostenere la crescita di foreste sempreverdi, giustificandone la parziale assenza. Nell'ecosistema montano rientrano il parco Moraine e l'Horseshoe, la valle Kawuneeche e Upper Beaver Meadows.
Tra i mammiferi che si annoverano in tale habitat si annoverano la lepre scarpa da neve (Lepus americanus), il coyote (Canis latrans), il puma settentrionale (Puma concolor couguar), il castoro americano (Castor canadensis), il cervo mulo (Odocoileus hemionus), l'alce (Alces alces), la pecora Bighorn (Ovis canadensis), l'orso nero (Ursus americanus) e il wapiti (Cervus elaphus canadensis). Durante l'autunno, i visitatori spesso si recano presso il parco per assistere alle lotte per l'accoppiamento degli alci.

### Piano alpino

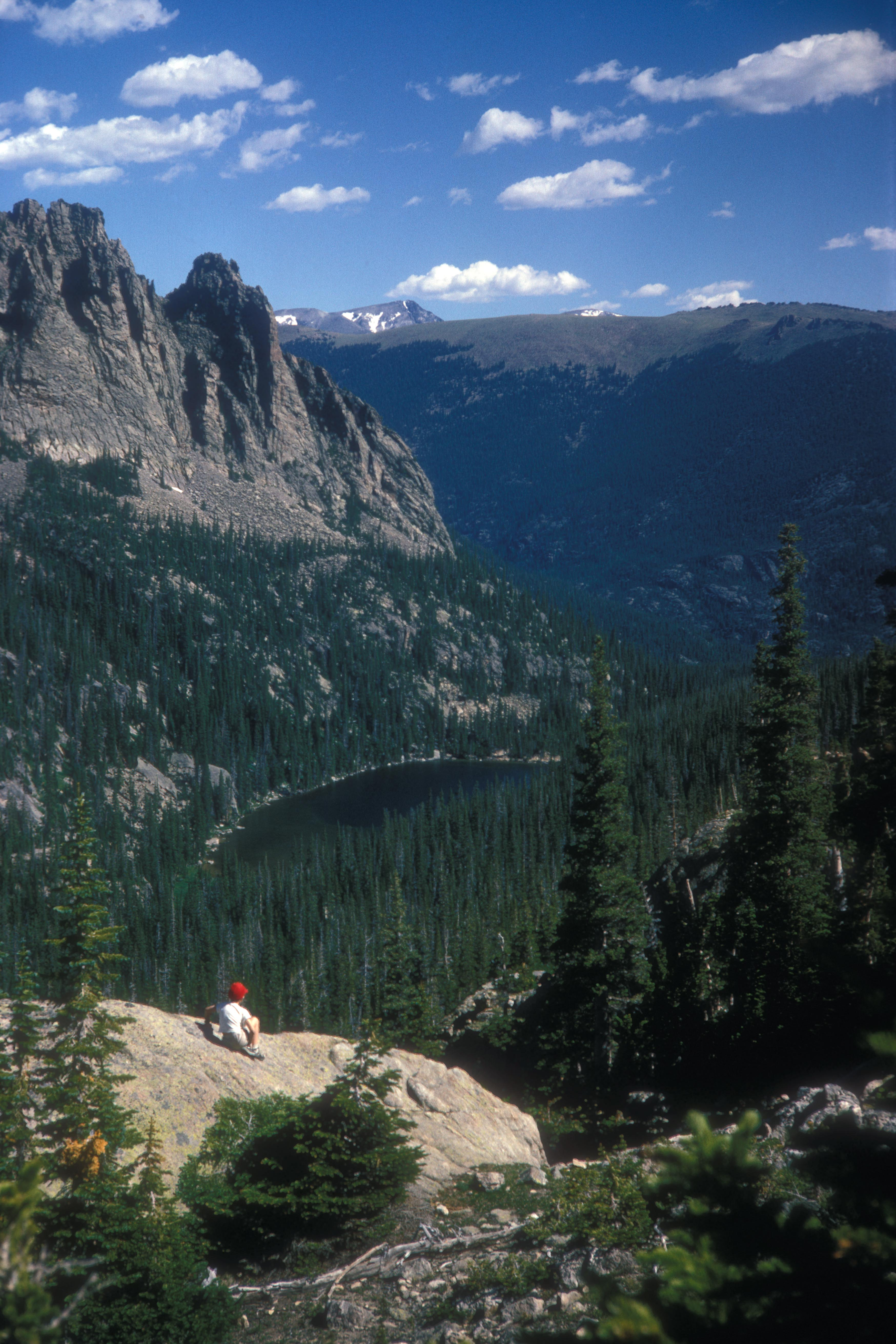
Lago di Odessa nell'ecosistema subalpino

Tra i 2.700 e i 3.400 m, le foreste montane lasciano il posto al piano alpino e, nei punti più elevati, a quello nivale. Macche di abeti delle rocce (Abies lasiocarpa) e di Engelmann dominano i versanti, distinguendosi per essere particolarmente irti e alti nelle foreste subalpine inferiori, ma più corti e deformati man mano che si sale di quota. Alla linea degli alberi, si vedono germogliare plantule sul lato sottovento delle rocce, che crescono a seconda di quanta protezione venga effettivamente offerta dal vento, con poche significative eccezioni a livello di altezza. Alcune delle specie vegetali presenti in loco si dimostrano particolarmente longeve, essendo secolari o addirittura millenarie.
Nella zona subalpina, pini contorti e mirtilli americani (detti in inglese huckleberry) si sono sviluppati in aree in passato sottoposte a incendi. Campi di fiori selvatici e laghi cristallini, tra cui si distinguono per dimensione lo Sprague e l'Odessa, fanno da contorno alla fitta vegetazione e, in questi ambienti, prosperano mammiferi quali la lince rossa (Lynx rufus), il puma, il coyote, l'alce, il cervo mulo, varie specie di scoiattoli, i soricidi (Soricidae), l'ursone (Erethizon dorsatum) e la marmotta dal ventre giallo (Marmota flaviventris). Gli orsi neri, presenti anche in questa fascia latitudinale, sono attratti dalle bacche e dai semi delle foreste subalpine. A livello ornitologico, gli esemplari più comuni risultano la nocciolaia di Clark (Nucifraga columbiana), lo ghiandaia di Steller (Cyanocitta stelleri), la cincia delle Montagne Rocciose (Poecile gambeli) e la dendroica groppone giallo (Setophaga coronata).

### Tundra alpina

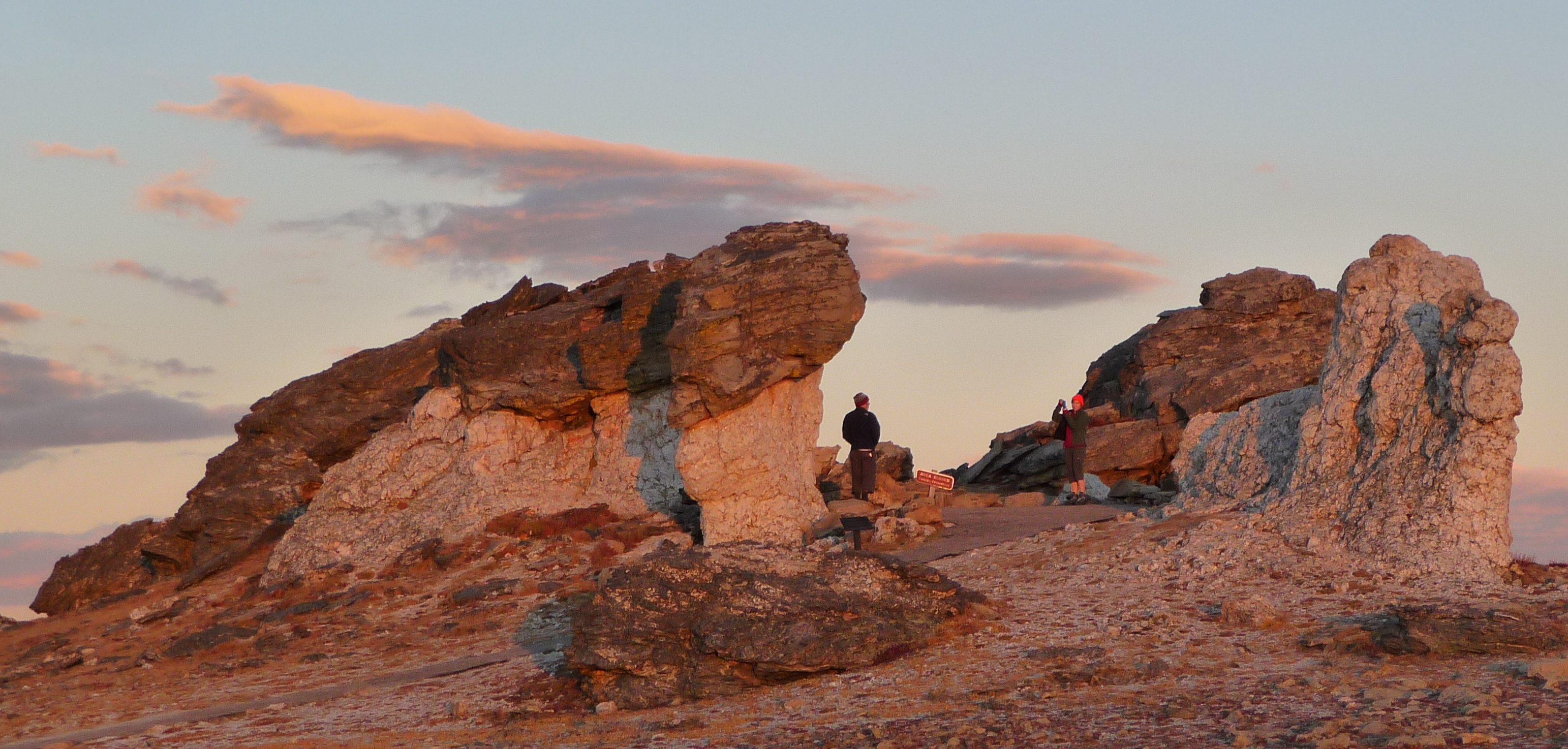
Turista ammira il paesaggio tra le formazioni rocciose del Tundra Communities Trail

Sopra la linea degli alberi, a circa 3.400 m, gli alberi scompaiono e lasciano spazio a una vasta tundra alpina. Oltre un terzo del parco risiede al di sopra del limite degli alberi, un'area che limita la crescita delle piante a causa del clima freddo e dei forti venti. I pochi esemplari che possono sopravvivere in condizioni così estreme sono per lo più perenni. Molte piante alpine sono nane ad alta quota, anche se i loro fiori occasionali possono assumere le stesse dimensioni delle piante situate ad altitudini inferiori.
Le cosiddette piante a cuscino hanno lunghe radici che si districano in profondità nel terreno roccioso. Le dimensioni ridotte sulla superficie, a mo' ciuffi di muschio, permettono di evitare l'effetto dei venti forti. Molte piante da fiore della tundra presentano fitti peletti sugli steli e foglie per fornire protezione dal vento o pigmenti di colore rosso in grado di convertire i raggi di luce del sole in calore. Alcune di esse impiegano due o più anni per formare boccioli di fiori, che sopravvivono all'inverno sotto la superficie e poi si aprono e producono frutti con semi nelle poche settimane d'estate. Erbe e ciperacee risultano comuni dove il suolo della tundra è più fertile.
I licheni che non fioriscono attecchiscono sulle rocce e sul suolo: le loro cellule algali racchiuse possono fotosintetizzare a qualsiasi temperatura superiore ai 0 °C e gli strati fungini esterni possono assorbire più del loro stesso peso d'acqua. Gli adattamenti per la sopravvivenza tra venti secchi e temperature fredde possono far sembrare la vegetazione della tundra molto resistente, ma per certi versi questa rimane assai fragile. In annate particolarmente difficili, quando la vegetazione ha subito pesanti danni si è dovuto attendere qualche secolo affinché si tornasse allo status quo ante. I mammiferi che vivono nella tundra alpina, o che visitano durante la stagione estiva, includono pecore bighorn, alci, tassi argentati (Taxidea taxus), ocotoni (Ochotona), marmotte dal ventre giallo e lepri scarpa da neve. Tra gli uccelli, si possono apprezzare il falco di prateria (Falco mexicanus), la pernice coda bianca (Lagopus leucura) e la cornacchia americana (Corvus brachyrhynchos). Le piante da fiore comprendono la mertensia, il polemonium viscosum, i girasoli alpini (Rydbergia grandiflora), la aquilegia saximontana e i nontiscordardimé alpini (Myosotis alpestris). Tra le graminacee si attestano la kobresia, lo gramigna spicata (Trisetum spicatum), l'elymus scribneri e il migliarino maggiore (Deschampsia cespitosa).

### Zone ripariali

Ruscello attraversa l'ecosistema ripariale

L'ecosistema ripariale attraversa le zone montane, alpine e nivali della tundra e ospita specie che prosperano vicino a torrenti, fiumi e laghi. Le sorgenti del fiume Colorado, che riversa acqua in molti degli stati sud-occidentali, si trovano sul lato ovest del parco, mentre i fiumi Fall, Cache la Poudre e Big Thompson scorrono invece nella sezione opposta. Proprio come gli altri ecosistemi del parco, la zona riparia risente delle variabili climatiche di gradi centigradi, precipitazioni ed elevazione. Generalmente, nelle valli il termometro registra temperature più fresche rispetto ai gruppi situati sui pendii e sulle creste; le variazioni di pioggia comportano invece una differente presenza di piante e animali presenti in un'area specifica.

### Fauna
Il parco ospita molte specie di animali, tra cui quasi settanta mammiferi e quasi trecento specie di uccelli. Questa diversità è dovuta alla diversa topografia del parco, che crea una varietà di habitat. Tuttavia, alcune specie sono scomparse da questo parco, tra cui branchi di lupi grigi (Canis lupus), ghiottoni (Gulo gulo), orsi grizzly (Ursus arctos horribilis) e bisonti americani (Bison bison).

#### Cervi
Il parco ospita da 2.000 a 3.000 cervi in estate e tra 800 e 1.000 si recano in inverno all'interno dei suoi confini. A causa della mancanza di predatori, il National Park Service abbatte circa 50 capi ogni inverno: il pascolo eccessivo è infatti diventato un grave problema nelle aree ripariali, tanto che l'ente gestore esclude gli esemplari da molti habitat critici delle zone umide per far crescere salici e pioppi. Il programma sembra funzionare, poiché le piante decidue delle zone umide prosperano all'interno della recinzione. Molti abitanti del posto ritengono che il branco di cervidi sia troppo numeroso, ma si dimostrano riluttanti a reintrodurre i predatori a causa della vicinanza a grandi agglomerati urbani e ranch di campagna.

#### Altri ungulati
Nel parco risiedono molti altri ungulati, tra cui pecore Bighorn, alci e cervi muli. L'ultimo bisonte sparì dal parco nel 1800, così come a non esser più presenti risultavano l'antilocapra (Antilocapra americana) e gli alci, reintrodotti nell'area nel 1978 e che oggi vivono perlopiù a occidente. Il numero di pecore delle Montagne Rocciose è risalito e si attesta intorno ai 350 capi.

#### Predatori
Il parco ospita molti animali predatori, tra cui la lince canadese (Lynx canadensis), la volpe rossa (Vulpes vulpes), la lince rossa, il puma, l'orso nero e il coyote. Lupi e orsi grizzly furono estirpati all'inizio del 1900. La maggior parte di questi predatori si nutre di specie di taglia minore, ma i coguari e i coyote uccidono cervi e, occasionalmente, wapiti: lo stesso discorso vale anche per gli orsi (relativamente pochi e compresi tra i 24-35 esemplari), tenendo pur sempre presente che la loro dieta non è esclusivamente carnivora e che si presentano di dimensione ridotta rispetto ai consimili presenti in altre regioni degli Stati Uniti. Gli alci non hanno invece predatori naturali. Le linci canadesi sono piuttosto rare all'interno del parco e probabilmente si sono diffuse a nord dalle montagne di San Juan, dove sono state reintrodotte nel 1999. I puma si nutrono principalmente di cervi muli nel parco e hanno una vita media compresa tra i 10 e i 13 anni; le aree di caccia da loro ricoperte possono estendersi fino ad alcune centinaia di chilometri. I coyote cacciano sia da soli che in coppia, più di rado in branco: la loro dieta comprende soprattutto roditori, con alcune significative e occasionali eccezioni come cervi, specie cuccioli, e piccoli di alce. Che si cibino prevalentemente di questi ultimi mammiferi lo si evince dagli escrementi rinvenuti a Moraine Park e studiati dai ricercatori. I coyote locali tendono a stringere legami familiari e sono molto "loquaci".

## Turismo

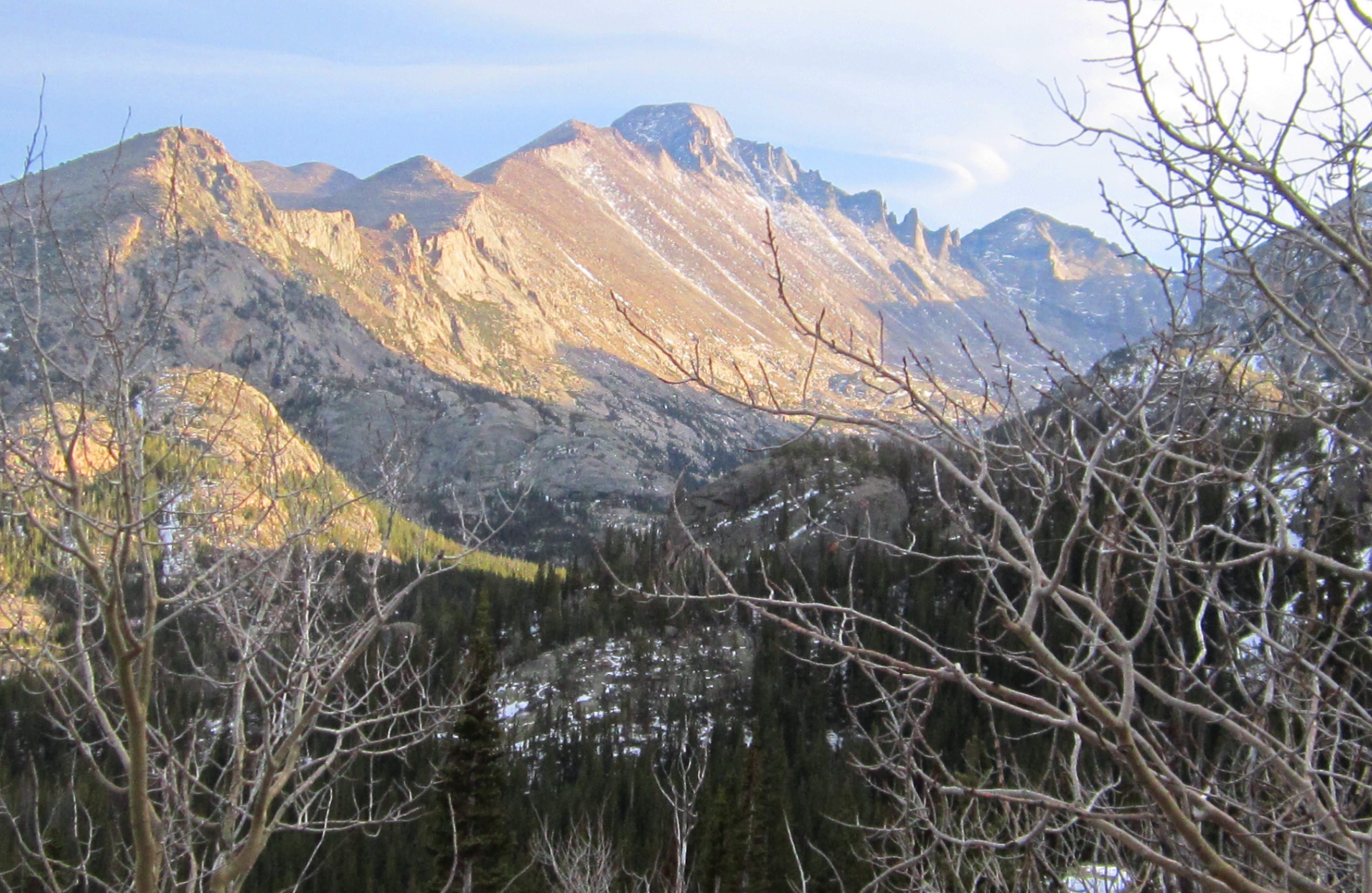
Longs Peak visto dal sentiero del lago Dream

Una rete ben articolata di tracciati si districa nella zona protetta, con percorsi lastricati adatti a tutti i visitatori, compresi quelli con disabilità, e al contempo impervi sentieri di montagna, adatti ad escursionisti esperti e allenati, nonché percorsi fuori pista per escursioni in aperta campagna. Si contano più di 100 aree idonee al campeggio. Dai cammini del lago Bear o Grand Lake, i viaggiatori muniti di zaino possono compiere un'escursione di 72 km lungo il sentiero panoramico del Continental Divide all'interno del parco. Il grosso delle piste è accessibile solo nei mesi caldi, poiché in altri periodi dell'anno molte non appaiono sicure a causa delle condizioni meteorologiche. L'equitazione è consentita sulla maggior parte dei sentieri, così come non risulta precluso l'accesso ai lama o ad altri animali da soma.
Le opportunità di arrampicata e alpinismo includono Lumpy Ridge, Hallett Peak e Longs Peak, la vetta più alta del parco, con il percorso più semplice che è quello del Keyhole Route. Questa salita unidirezionale di 13 km ha un dislivello di 1.480 m. La vasta parete orientale, compresa l'area conosciuta come The Diamond, ospita molte vie classiche di arrampicata su rocce di grandi dimensioni. Per molte delle vette, gli alpinisti tracciano salite differenti, che si alternano da brevi arrampicate a lunghe salite. Il bouldering è molto popolare nel parco, tanto che il sito viene spesso considerato "la Mecca per i boulderisti di tutto il mondo", in particolare nei dintorni del lago Emerald e del canyon Chaos.
La pesca è consentita in molti dei laghi e dei torrenti. Sono quattro le specie di trote che popolano le acque: l'iridea (Oncorhynchus mykiss), il salmerino di fonte (Salvelinus fontinalis), l'iridea golarossa (Oncorhynchus clarkii) e quella comune (Salmo trutta).
Durante l'inverno, quasi tutta la Trail Ridge Road è chiusa a causa di forti nevicate, limitando l'accesso motorizzato ai bordi del parco. Le attività invernali includono racchette da neve e sci di fondo che sono possibili sia dall'ingresso di Estes Park che da Grand Lake. Sul lato est, vicino a Estes Park, sono disponibili piste da sci e racchette da neve fuori Bear Lake Road, come i sentieri del lago Bear, di Bierstadt, di Sprague e della valle di Hidden. Le escursioni fuori pista e lo snowboard vengono messe in atto dopo aver scalato una delle piste più alte, soprattutto nella tarda stagione invernale, quando il pericolo di valanghe risulta minore. Anche l'arrampicata tecnica rimane una possibilità, anche se tipicamente diversa nello stile in base alla stagione in cui la si pratica.

## Accesso

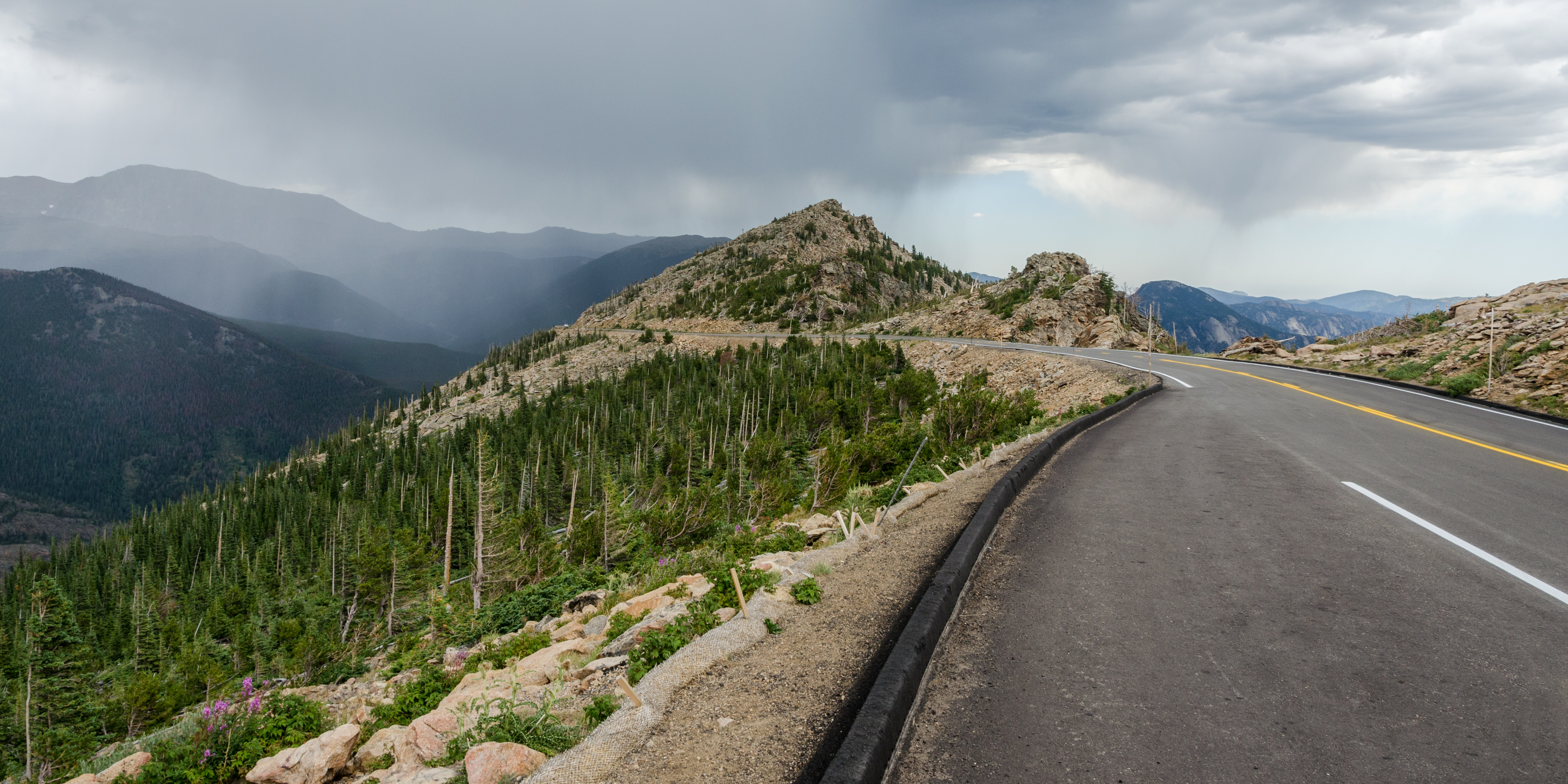
La Trail Ridge Road è l'autostrada asfaltata situata a quota più alta degli Stati Uniti

È possibile accedere al parco attraverso Estes Park o attraverso l'ingresso occidentale a Grand Lake. La Trail Ridge Road, nota altresì come U.S. Route 34, collega i lati orientale e occidentale del parco. Il parco conta un totale di cinque centri visitatori: il centro Alpine Visitor si trova nell'areale della tundra lungo la Trail Ridge Road, mentre il Beaver Meadows e il Fall River sono entrambi vicino a Estes Park, con Kawuneeche nell'area del Grand Lake, e il Moraine Park Discovery vicino all'ingresso e al centro visitatori di Beaver Meadows. A seguito dello scoppio della pandemia di COVID-19, l'ente gestore della zona ha messo in atto una serie di misure volte a prevenire il contagio che hanno inevitabilmente riguardato restrizioni agli accessi.

### Trail Ridge Road e altre strade
La Trail Ridge Road è lunga 77 km e collega gli ingressi a Grand Lake e Estes Park. Questa corre generalmente in direzione est-ovest e, compiendo molti tornanti, si sviluppa attraverso il passo Milner, lungo il Continental Divide, ad un'altitudine di 3.279 m. Il punto più alto della strada si attesta a 3.713 metri sul livello del mare, con quasi 18 km di tracciato sopra la linea degli alberi, che si attesta approssimativamente intorno ai 3.500 m. La via è l'autostrada asfaltata situata sulla quota più elevata dello stato e include molti incroci cruciali in punti dove ci si può fermare e osservare il paesaggio.

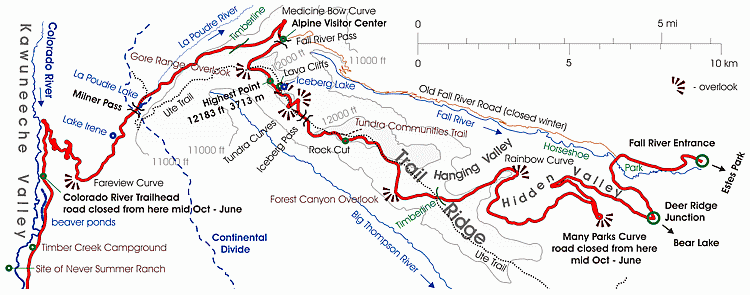
Mappa schematica delle sezioni settentrionali della Trail Ridge Road

La maggior parte dei visitatori del parco percorre la famosa Trail Ridge Road, ma ciò non preclude la possibilità di avventurarsi su altre due piste celebri del parco, quella del fiume Fall e quella del lago Bear. L'area protetta è accessibile tutti i giorni dell'anno, condizioni meteorologiche permettendo. A causa della lunga stagione invernale ad altitudini più elevate, la Trail Ridge Road tra Many Parks Curve e il Colorado River Trailhead è chiusa per gran parte dell'anno. La strada di solito viene riaperta entro il Memorial Day e chiude a metà ottobre, generalmente dopo il Columbus Day. La Fall River Road non riapre fino al 4 luglio circa e chiude entro ottobre o in ottobre per il traffico veicolare. La neve può cadere in quantità copiose ad altitudini più elevate tanto da richiedere la chiusura temporanea delle strade fino a luglio, come riporta il sito dell'ente gestore del parco in riferimento al percorso.

### Parco Estes
La maggioranza dei visitatori accede al sito tramite gli ingressi orientali vicino a Estes Park, che si trova 114 km a nord-ovest di Denver. Il percorso più diretto per la Trail Ridge Road è l'ingresso di Beaver Meadows, situato a ovest di Estes Park sulla Route 36, che conduce al Centro visitatori di Beaver Meadows e al quartier generale del parco. A nord della stazione di ingresso di Beaver Meadows si trova l'ingresso di Fall River, che conduce anche alla Trail Ridge Road e alla Old Fall River. Esistono tre percorsi in direzione Estes Park: la Interstate 25, che costeggia il fiume Big Thompson; la Route 36 da Boulder, a nord-ovest, che si collega alla Route 34 a ovest; e la Peak to Peak Highway, nota anche come State Highway 7, da sud.
L'aeroporto più vicino è quello di Denver, la stazione ferroviaria più vicina la Denver Union Station.  Estes Park può essere raggiunto con un'auto a noleggio o con una navetta. Durante l'alta stagione turistica, è disponibile un servizio navetta gratuito all'interno del parco; inoltre, la città di Estes Park offre un servizio navetta per il centro visitatori locale, per i campeggi circostanti e per alcune località nell'area protetta.

### Grand Lake
I visitatori possono anche entrare dal lato occidentale del parco tramite la Route 34 all'altezza di Grand Lake. La U.S. 34 si raggiunge prendendo la U.S. 40 a nord dalla I-70. La stazione ferroviaria più vicina dal punto di congiungimento delle due tratte appena citate è la stazione Amtrak di Granby, che dista 32 km dall'ingresso occidentale. Il servizio taxi è disponibile all'interno del parco.

## Galleria d'immagini

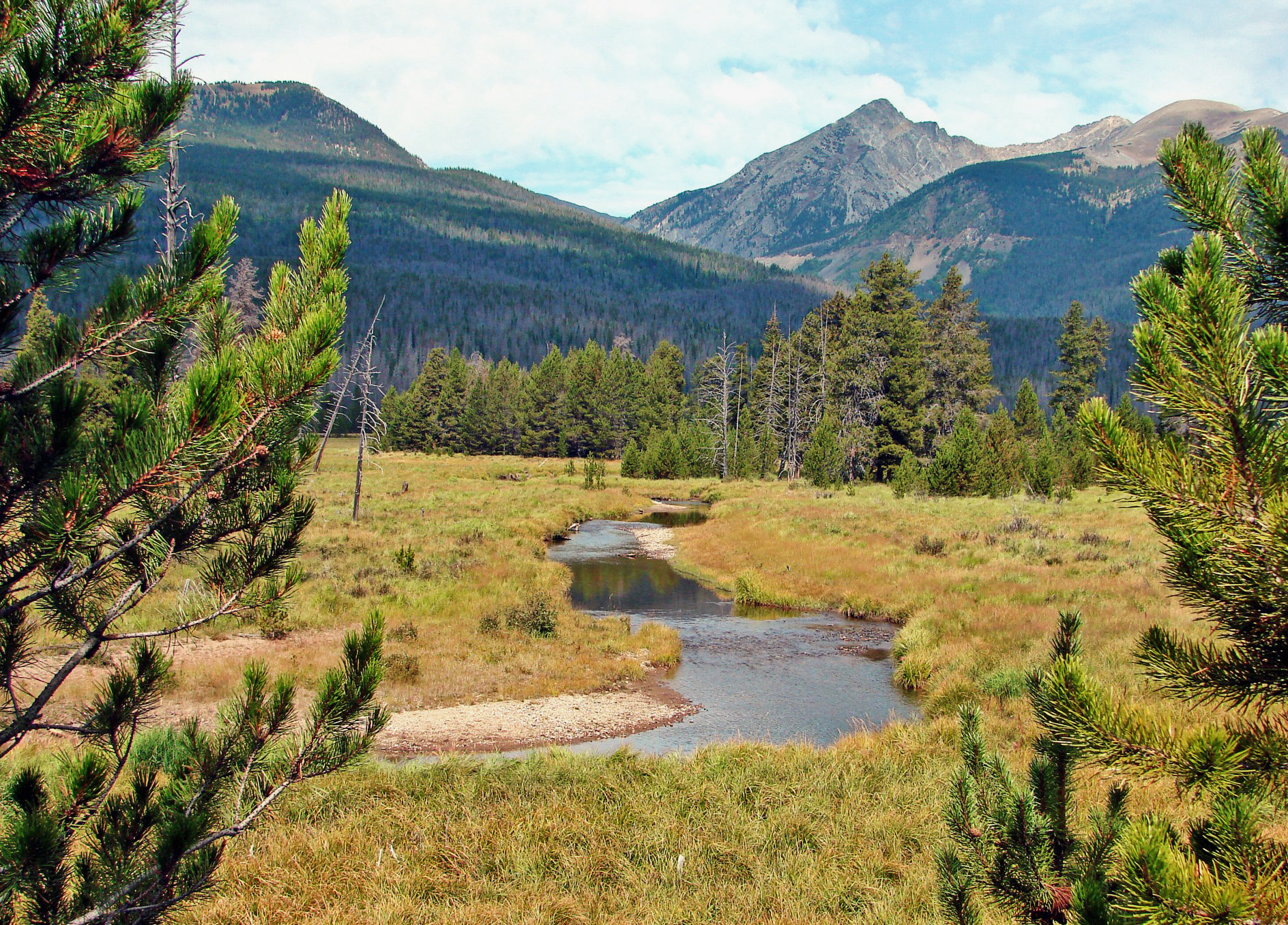
Sorgenti del Colorado
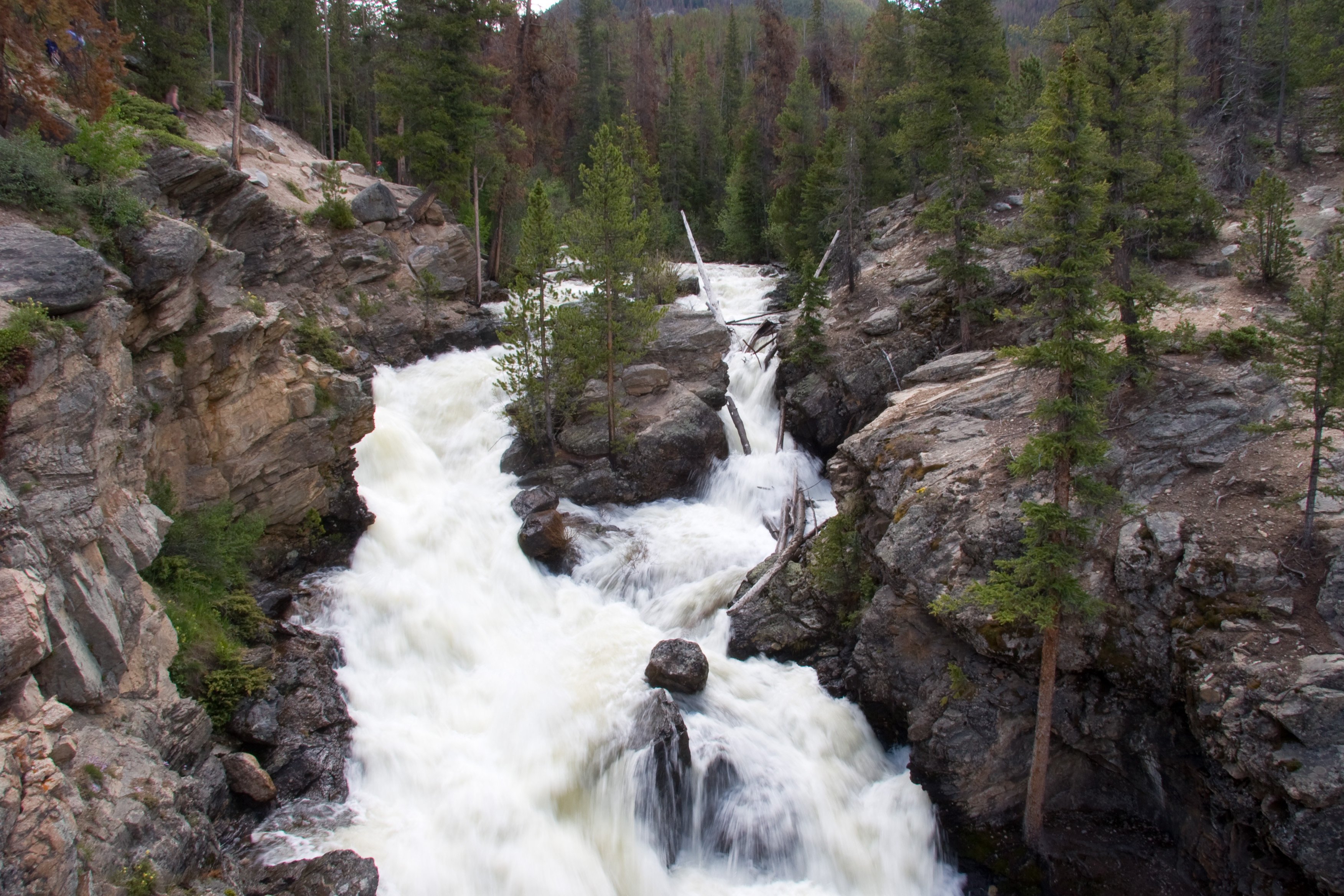
Cascate Adams
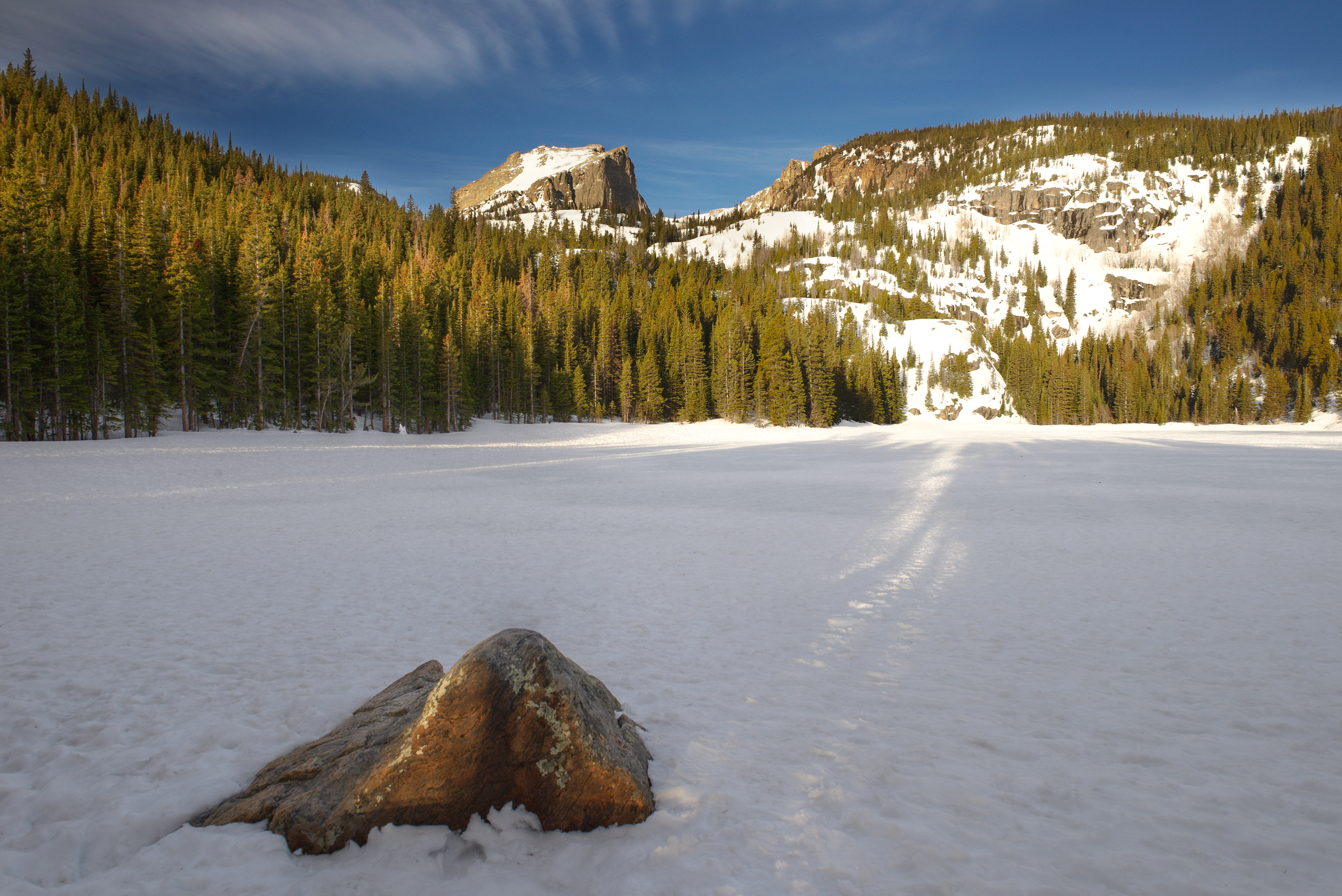
Il lago Bear, ghiacciato d'inverno, con Hallet Peak sullo sfondo
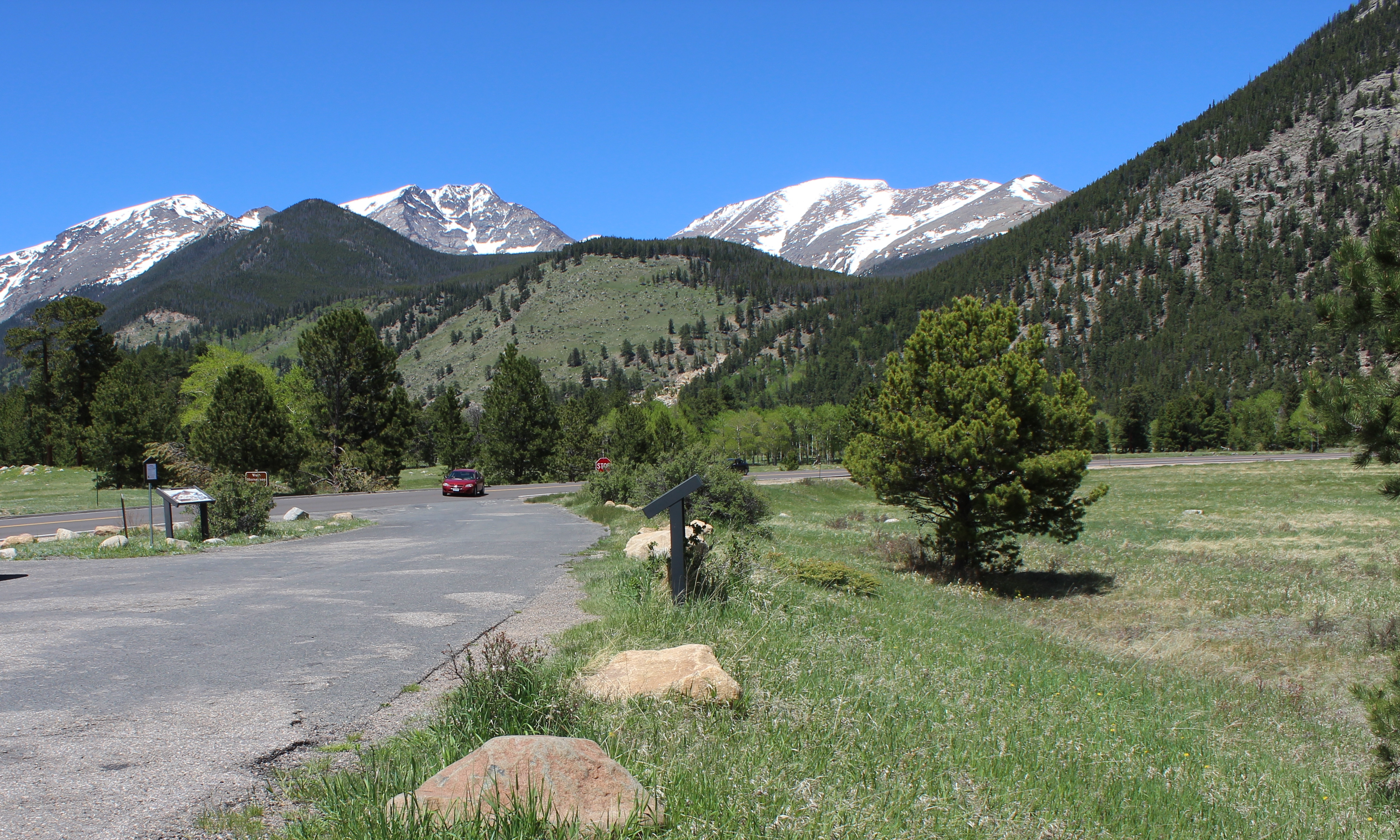
Panorama visto da una valle del parco
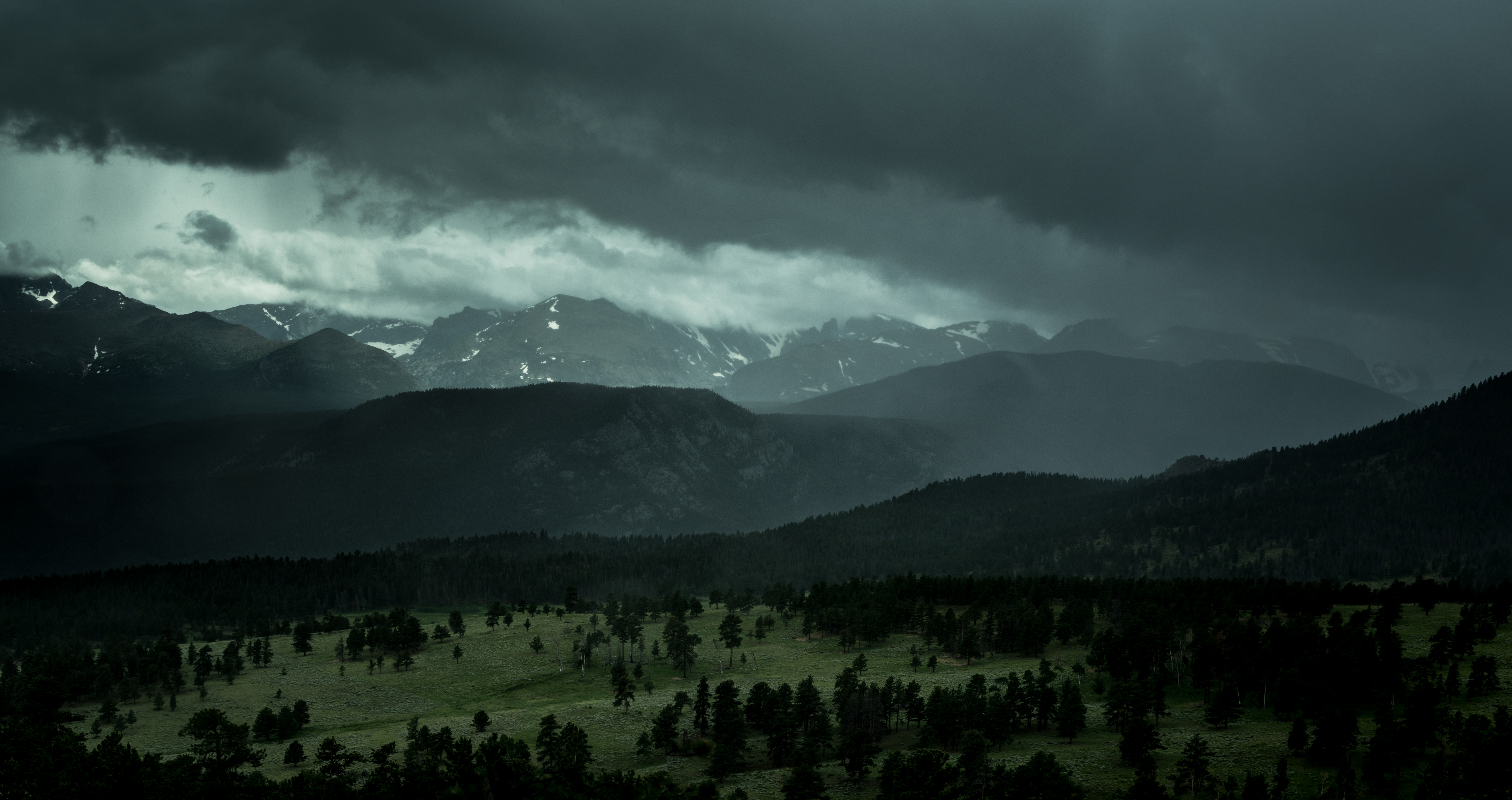
Temporale si abbatte sulle montagne
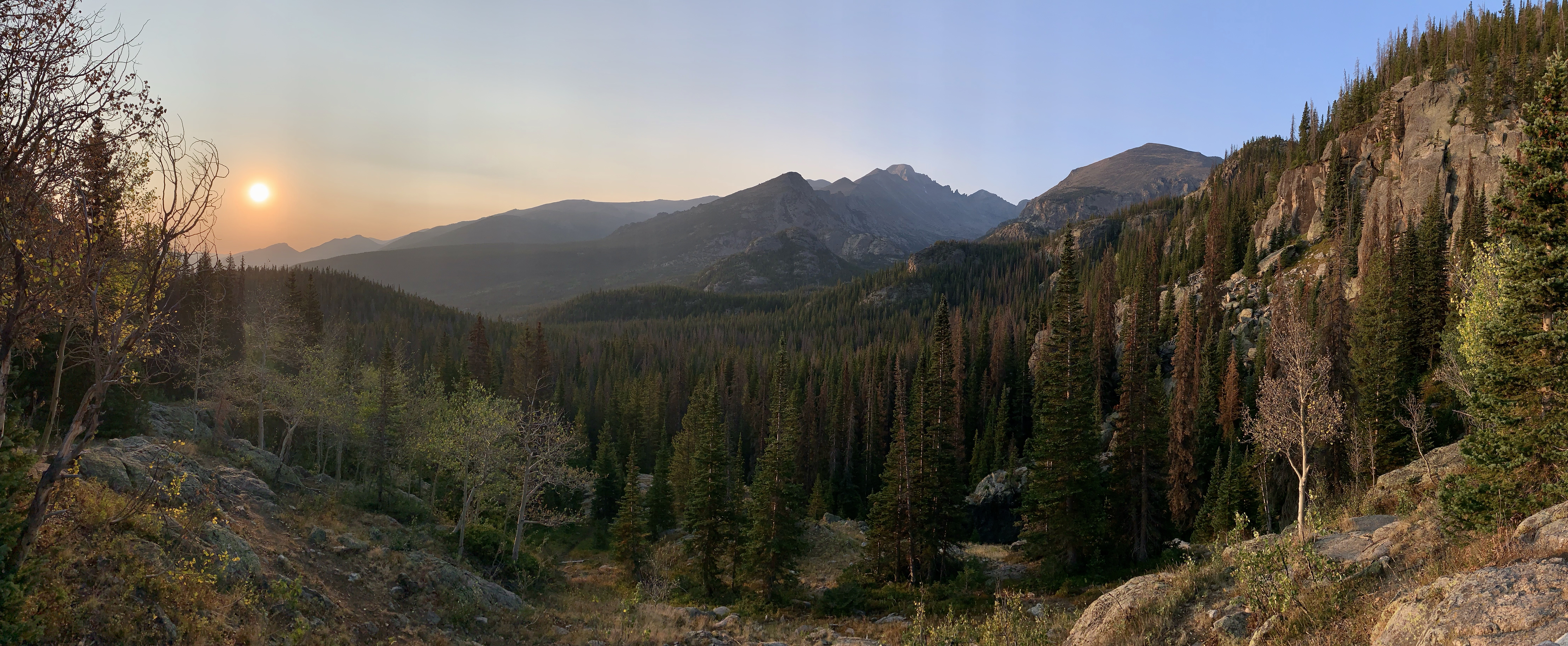
Alba fotografata dal Dream Lake Trail
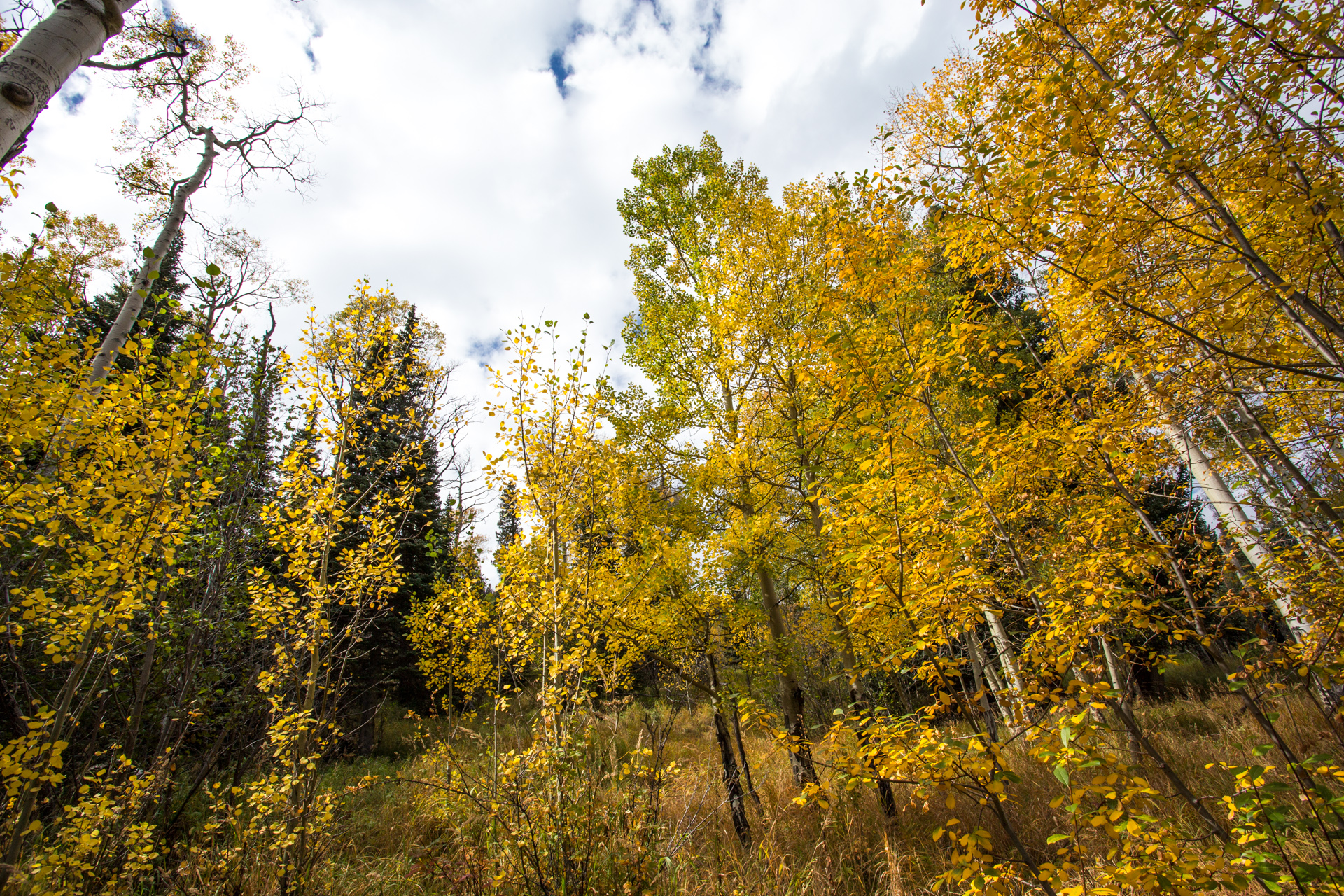
La regione delle foreste in autunno
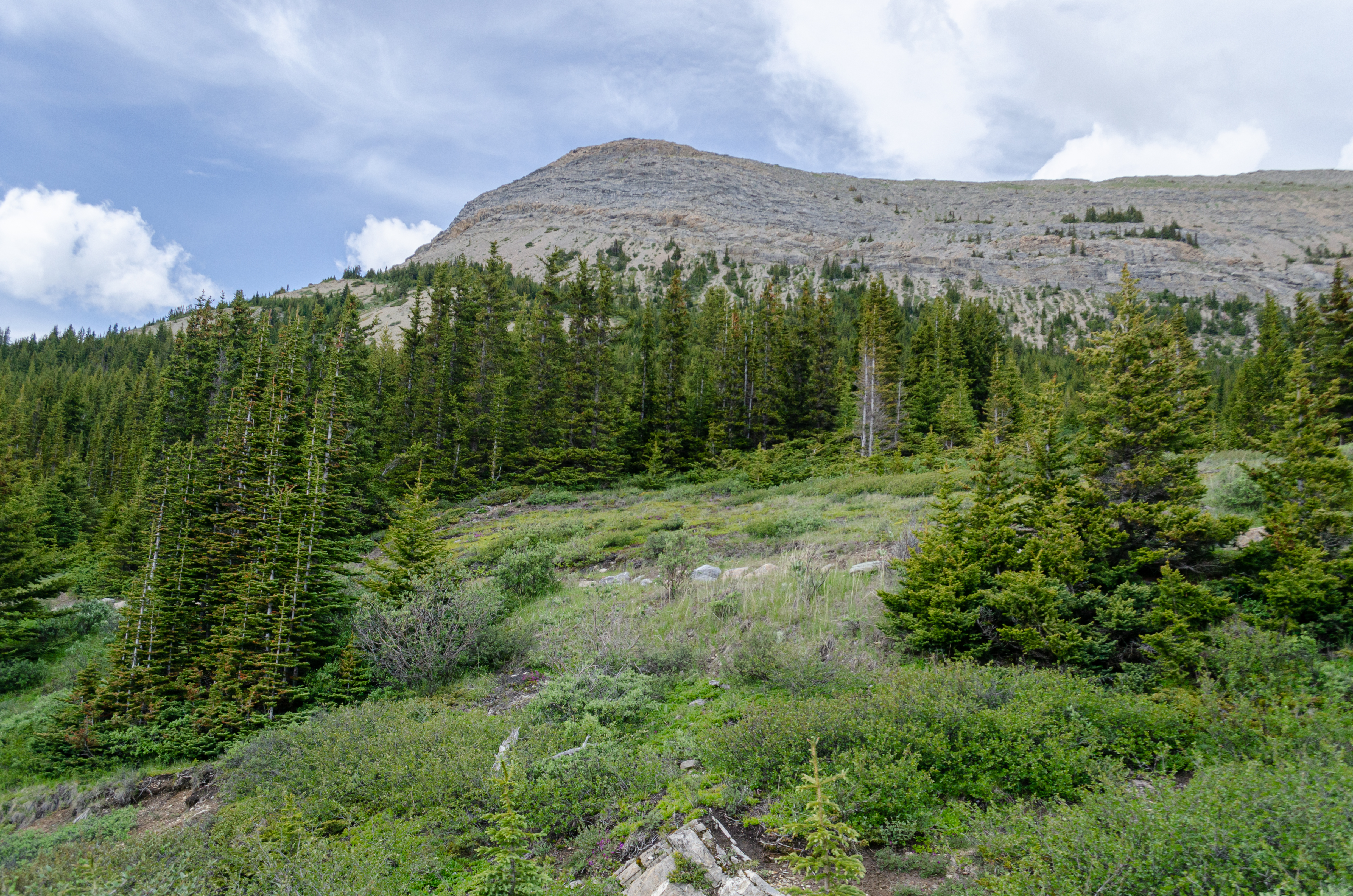
Vegetazione sul piano alpino
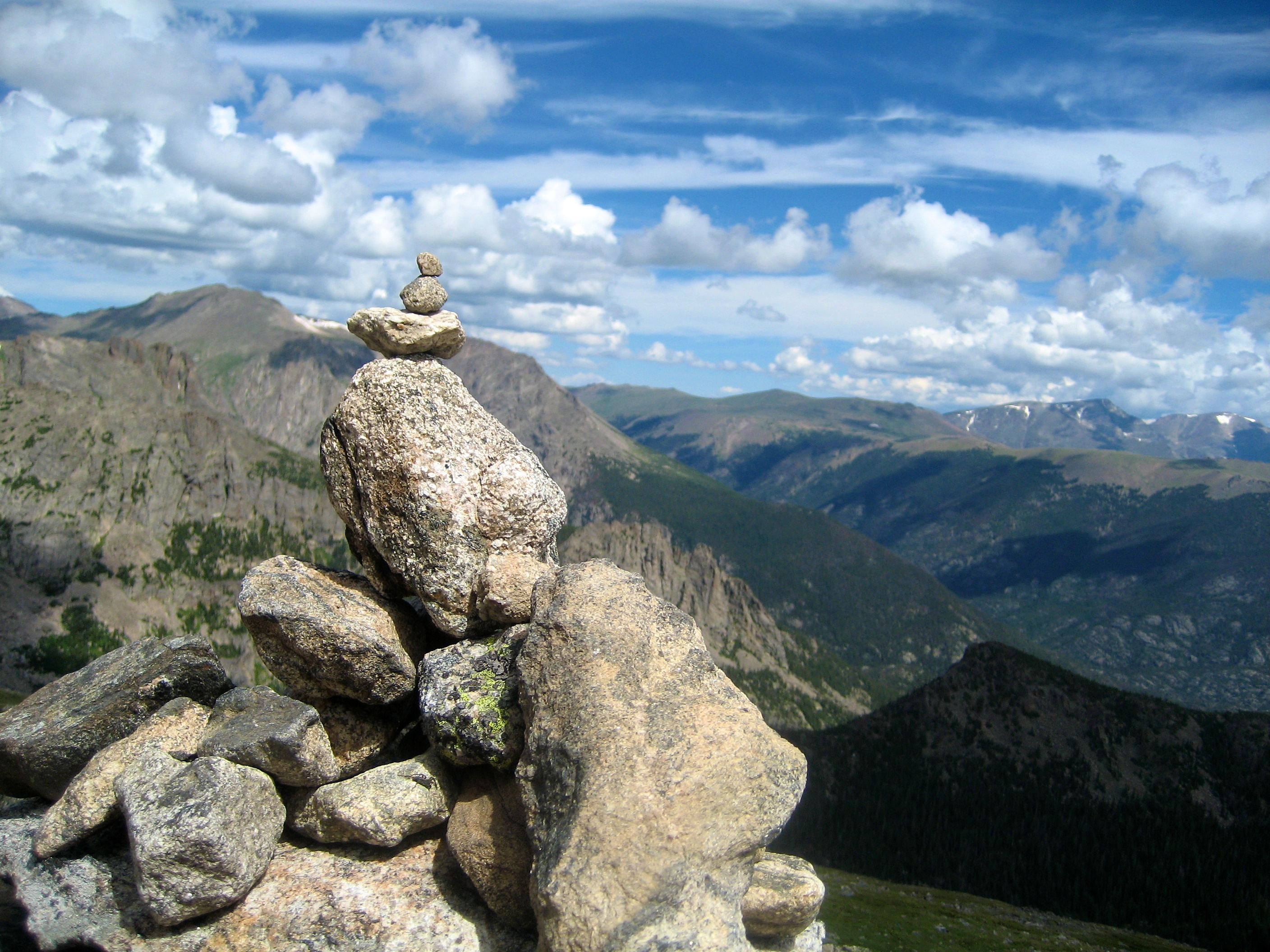
Tumulo realizzato secondo i canoni dei nativi americani sul monte Flattop
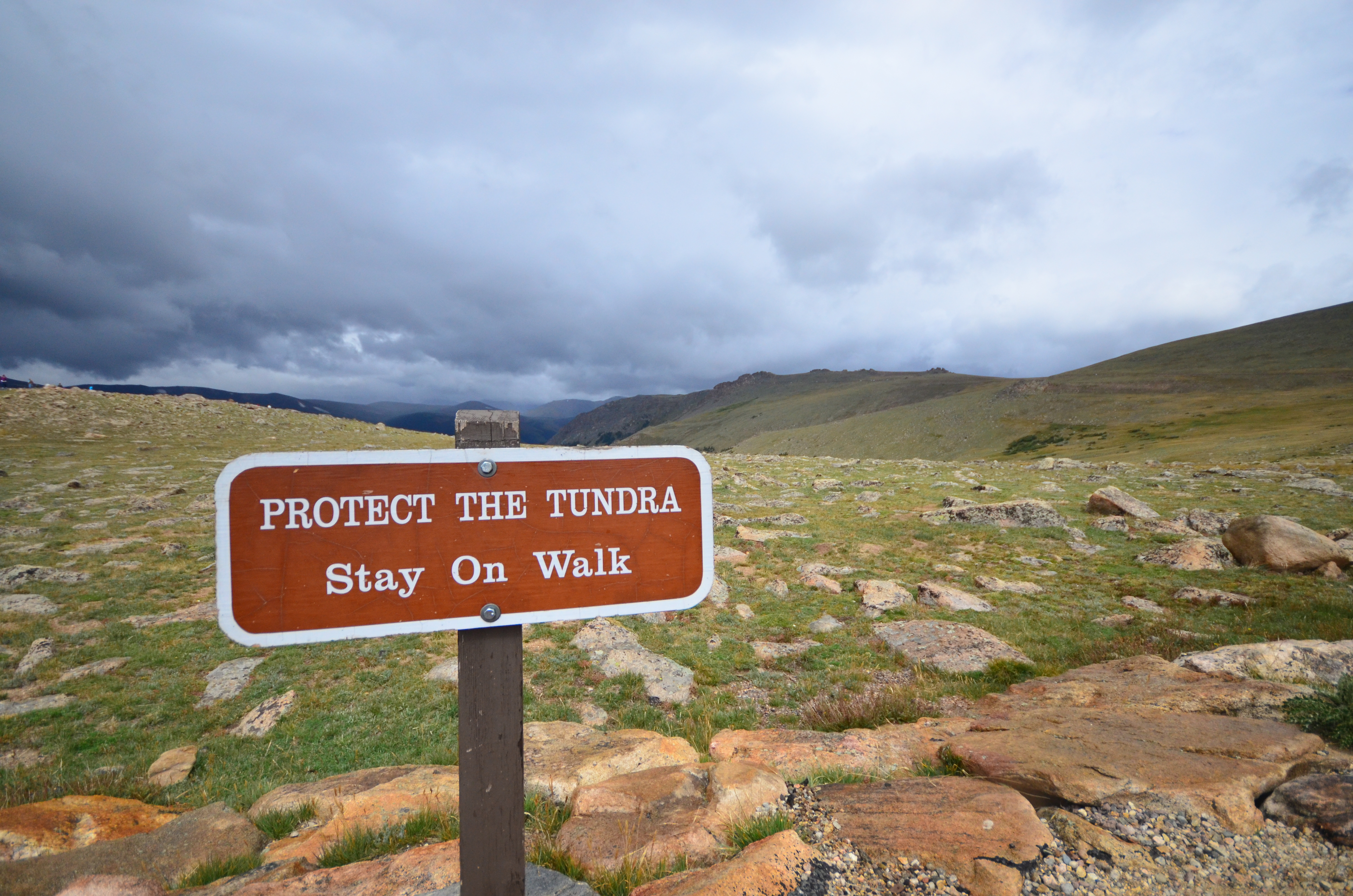
Uno dei percorsi escursionistici che attraversa la tundra locale. Il cartello invita i turisti a non allontanarsi dal sentiero principale
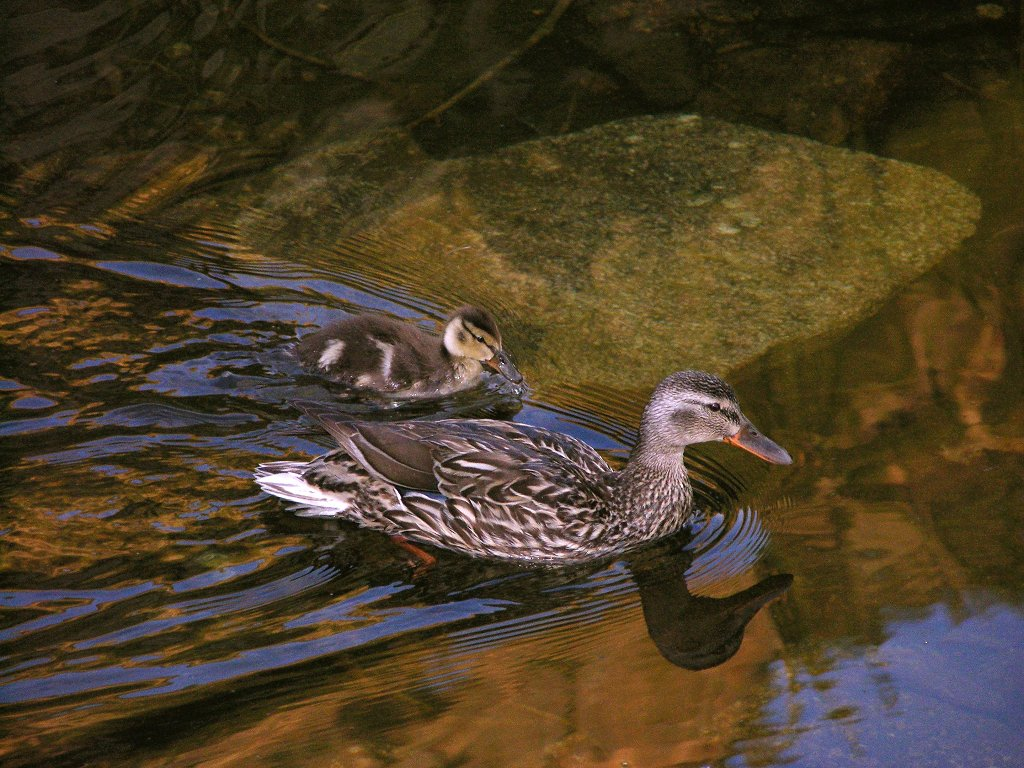
Femmina di germano reale (Anas platyrhynchos) con anatroccolo al seguito sul lago Miller
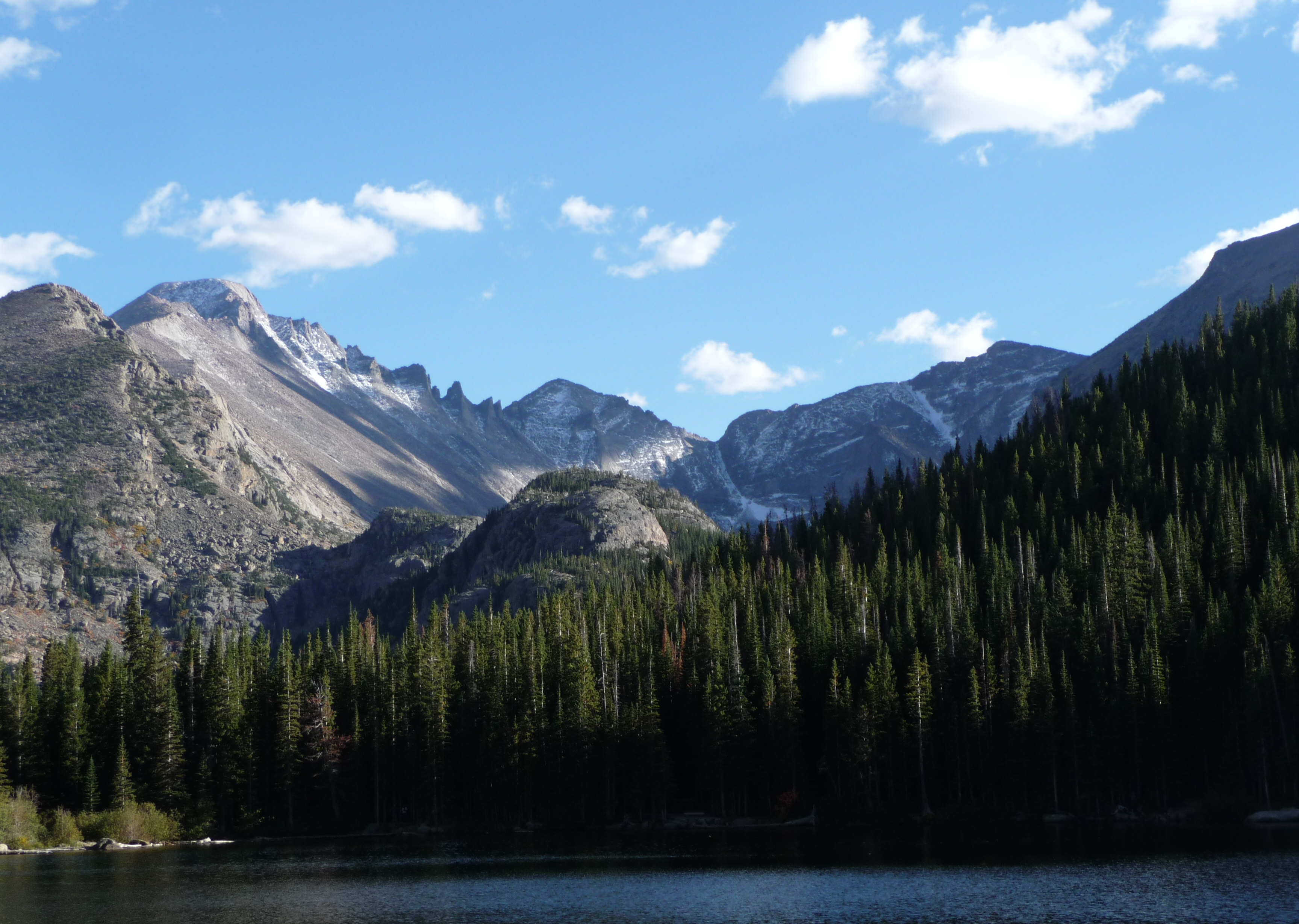
Il ghiacciai del Gorge visto dal lago Bear